# Séries éliminatoires de la Coupe Stanley 2016
Année précédente Année suivante
Les séries éliminatoires de la Coupe Stanley 2016 sont la partie finale de la saison de hockey sur glace de la Ligue nationale de hockey et font suite à la saison régulière 2015-2016. Les premiers matchs ont lieu le 13 avril 2016.
Pour l'association de l'Est, le premier tour des séries oppose les Panthers de la Floride aux Islanders de New York, le Lightning de Tampa Bay aux Red Wings de Détroit, les Capitals de Washington aux Flyers de Philadelphie et les Penguins de Pittsburgh aux Rangers de New York. Les Islanders créent la surprise en éliminant en six matchs les Panthers, meilleure équipe de la division Atlantique ; la deuxième équipe de même division, Tampa Bay, élimine Détroit en 5 rencontres. Du côté de la division Metropolitaine, les deux meilleures équipes de la saison régulière se qualifient : Washington en battant Philadelphie en six matchs, et Pittsburgh en venant à bout des Rangers de New York après cinq rencontres.
Les séries de l'association de l'Ouest voient les confrontations des Stars de Dallas au Wild du Minnesota, des Blues de Saint-Louis aux Blackhawks de Chicago, des Ducks d'Anaheim aux Predators de Nashville et enfin des Kings de Los Angeles aux Sharks de San José.

## Contexte et déroulement des séries
Depuis la saison 2013-2014, les trois meilleures équipes de chaque division sont qualifiées ainsi que les équipes classées aux 7e et 8e places de chaque association, sans distinction de division. La meilleure équipe de chaque association rencontre la 8e et la première équipe de l'autre division rencontre la 7e. Les équipes classées aux 2e et 3e places de chaque division se rencontrent dans la partie de tableau où se situe le champion de leur division. Toutes les séries sont jouées au meilleur des sept matchs. Les deux premiers matchs sont joués chez l'équipe la mieux classée à l'issue de la saison puis les deux suivants sont joués chez l'autre équipe. Si une cinquième, une sixième voire une septième rencontre sont nécessaires, elles sont jouées alternativement chez les deux équipes en commençant par la mieux classée.
Cette année, pour la première fois depuis 1970 et seulement la deuxième fois de l'histoire, il n'y a aucune équipe canadienne en séries éliminatoires.

## Tableau récapitulatif
|  | Quarts de finale d'association | Quarts de finale d'association | Quarts de finale d'association | Quarts de finale d'association |    |                       | Demi-finales d'association | Demi-finales d'association | Demi-finales d'association | Demi-finales d'association |  |  | Finales d'association | Finales d'association | Finales d'association | Finales d'association |  |  | Finale de la Coupe Stanley | Finale de la Coupe Stanley | Finale de la Coupe Stanley | Finale de la Coupe Stanley |
|  |                                |                                |                                |                                |    |                       |                            |                            |                            |                            |  |  |                       |                       |                       |                       |  |  |                            |                            |                            |                            |
|  |                                |                                |                                |                                |    |                       |                            |                            |                            |                            |  |  |                       |                       |                       |                       |  |  |                            |                            |                            |                            |
|  | A1                             | Floride                        | 2                              | 2                              |    |                       |                            |                            |                            |                            |  |  |                       |                       |                       |                       |  |  |                            |                            |                            |                            |
|  | A1                             | Floride                        | 2                              | 2                              |    |                       |                            |                            |                            |                            |  |  |                       |                       |                       |                       |  |  |                            |                            |                            |                            |
|  | ER                             | Islanders de New York          | 4                              | 4                              |    |                       |                            |                            |                            |                            |  |  |                       |                       |                       |                       |  |  |                            |                            |                            |                            |
|  | ER                             | Islanders de New York          | 4                              | 4                              | ER | Islanders de New York | 1                          | 1                          |                            |                            |  |  |                       |                       |                       |                       |  |  |                            |                            |                            |                            |
|  |                                |                                |                                |                                | ER | Islanders de New York | 1                          | 1                          |                            |                            |  |  |                       |                       |                       |                       |  |  |                            |                            |                            |                            |
|  |                                |                                | A2                             | Tampa Bay                      | 4  | 4                     |                            |                            |                            |                            |  |  |                       |                       |                       |                       |  |  |                            |                            |                            |                            |
|  | A2                             | Tampa Bay                      | A2                             | Tampa Bay                      | 4  | 4                     | 4                          | 4                          |                            |                            |  |  |                       |                       |                       |                       |  |  |                            |                            |                            |                            |
|  | A2                             | Tampa Bay                      |                                |                                |    |                       |                            | 4                          |                            |                            |  |  |                       |                       |                       |                       |  |  |                            |                            |                            |                            |
|  | A3                             | Détroit                        | 1                              | 1                              |    |                       |                            |                            |                            |                            |  |  |                       |                       |                       |                       |  |  |                            |                            |                            |                            |
|  | A3                             | Détroit                        | 1                              | 1                              | A2 | Tampa Bay             | 3                          | 3                          |                            |                            |  |  |                       |                       |                       |                       |  |  |                            |                            |                            |                            |
|  |                                |                                |                                |                                | A2 | Tampa Bay             | 3                          | 3                          |                            |                            |  |  |                       |                       |                       |                       |  |  |                            |                            |                            |                            |
|  |                                |                                | M2                             | Pittsburgh                     | 4  | 4                     |                            |                            |                            |                            |  |  |                       |                       |                       |                       |  |  |                            |                            |                            |                            |
|  | M1                             | Washington                     | M2                             | Pittsburgh                     | 4  | 4                     | 4                          | 4                          |                            |                            |  |  |                       |                       |                       |                       |  |  |                            |                            |                            |                            |
|  | M1                             | Washington                     |                                |                                |    |                       |                            | 4                          |                            |                            |  |  |                       |                       |                       |                       |  |  |                            |                            |                            |                            |
|  | ER                             | Philadelphie                   | 2                              | 2                              |    |                       |                            |                            |                            |                            |  |  |                       |                       |                       |                       |  |  |                            |                            |                            |                            |
|  | ER                             | Philadelphie                   | 2                              | 2                              | M1 | Washington            | 2                          | 2                          |                            |                            |  |  |                       |                       |                       |                       |  |  |                            |                            |                            |                            |
|  |                                |                                |                                |                                | M1 | Washington            | 2                          | 2                          |                            |                            |  |  |                       |                       |                       |                       |  |  |                            |                            |                            |                            |
|  |                                |                                | M2                             | Pittsburgh                     | 4  | 4                     |                            |                            |                            |                            |  |  |                       |                       |                       |                       |  |  |                            |                            |                            |                            |
|  | M2                             | Pittsburgh                     | M2                             | Pittsburgh                     | 4  | 4                     | 4                          | 4                          |                            |                            |  |  |                       |                       |                       |                       |  |  |                            |                            |                            |                            |
|  | M2                             | Pittsburgh                     |                                |                                |    |                       |                            | 4                          |                            |                            |  |  |                       |                       |                       |                       |  |  |                            |                            |                            |                            |
|  | M3                             | Rangers de New York            | 1                              | 1                              |    |                       |                            |                            |                            |                            |  |  |                       |                       |                       |                       |  |  |                            |                            |                            |                            |
|  | M3                             | Rangers de New York            | 1                              | 1                              | M2 | Pittsburgh            | 4                          | 4                          |                            |                            |  |  |                       |                       |                       |                       |  |  |                            |                            |                            |                            |
|  |                                |                                |                                |                                | M2 | Pittsburgh            | 4                          | 4                          |                            |                            |  |  |                       |                       |                       |                       |  |  |                            |                            |                            |                            |
|  |                                |                                | P3                             | San José                       | 2  | 2                     |                            |                            |                            |                            |  |  |                       |                       |                       |                       |  |  |                            |                            |                            |                            |
|  | C1                             | Dallas                         | P3                             | San José                       | 2  | 2                     | 4                          | 4                          |                            |                            |  |  |                       |                       |                       |                       |  |  |                            |                            |                            |                            |
|  | C1                             | Dallas                         |                                |                                |    |                       |                            | 4                          |                            |                            |  |  |                       |                       |                       |                       |  |  |                            |                            |                            |                            |
|  | ER                             | Minnesota                      | 2                              | 2                              |    |                       |                            |                            |                            |                            |  |  |                       |                       |                       |                       |  |  |                            |                            |                            |                            |
|  | ER                             | Minnesota                      | 2                              | 2                              | C1 | Dallas                | 3                          | 3                          |                            |                            |  |  |                       |                       |                       |                       |  |  |                            |                            |                            |                            |
|  |                                |                                |                                |                                | C1 | Dallas                | 3                          | 3                          |                            |                            |  |  |                       |                       |                       |                       |  |  |                            |                            |                            |                            |
|  |                                |                                | C2                             | Saint-Louis                    | 4  | 4                     |                            |                            |                            |                            |  |  |                       |                       |                       |                       |  |  |                            |                            |                            |                            |
|  | C2                             | Saint-Louis                    | C2                             | Saint-Louis                    | 4  | 4                     | 4                          | 4                          |                            |                            |  |  |                       |                       |                       |                       |  |  |                            |                            |                            |                            |
|  | C2                             | Saint-Louis                    |                                |                                |    |                       |                            | 4                          |                            |                            |  |  |                       |                       |                       |                       |  |  |                            |                            |                            |                            |
|  | C3                             | Chicago                        | 3                              | 3                              |    |                       |                            |                            |                            |                            |  |  |                       |                       |                       |                       |  |  |                            |                            |                            |                            |
|  | C3                             | Chicago                        | 3                              | 3                              | C2 | Saint-Louis           | 2                          | 2                          |                            |                            |  |  |                       |                       |                       |                       |  |  |                            |                            |                            |                            |
|  |                                |                                |                                |                                | C2 | Saint-Louis           | 2                          | 2                          |                            |                            |  |  |                       |                       |                       |                       |  |  |                            |                            |                            |                            |
|  |                                |                                | P3                             | San José                       | 4  | 4                     |                            |                            |                            |                            |  |  |                       |                       |                       |                       |  |  |                            |                            |                            |                            |
|  | P1                             | Anaheim                        | P3                             | San José                       | 4  | 4                     | 3                          | 3                          |                            |                            |  |  |                       |                       |                       |                       |  |  |                            |                            |                            |                            |
|  | P1                             | Anaheim                        |                                |                                |    |                       |                            | 3                          |                            |                            |  |  |                       |                       |                       |                       |  |  |                            |                            |                            |                            |
|  | ER                             | Nashville                      | 4                              | 4                              |    |                       |                            |                            |                            |                            |  |  |                       |                       |                       |                       |  |  |                            |                            |                            |                            |
|  | ER                             | Nashville                      | 4                              | 4                              | ER | Nashville             | 3                          | 3                          |                            |                            |  |  |                       |                       |                       |                       |  |  |                            |                            |                            |                            |
|  |                                |                                |                                |                                | ER | Nashville             | 3                          | 3                          |                            |                            |  |  |                       |                       |                       |                       |  |  |                            |                            |                            |                            |
|  |                                |                                | P3                             | San José                       | 4  | 4                     |                            |                            |                            |                            |  |  |                       |                       |                       |                       |  |  |                            |                            |                            |                            |
|  | P2                             | Los Angeles                    | P3                             | San José                       | 4  | 4                     | 1                          | 1                          |                            |                            |  |  |                       |                       |                       |                       |  |  |                            |                            |                            |                            |
|  | P2                             | Los Angeles                    |                                |                                |    |                       |                            | 1                          |                            |                            |  |  |                       |                       |                       |                       |  |  |                            |                            |                            |                            |
|  | P3                             | San José                       | 4                              | 4                              |    |                       |                            |                            |                            |                            |  |  |                       |                       |                       |                       |  |  |                            |                            |                            |                            |
|  | P3                             | San José                       | 4                              | 4                              |    |                       |                            |                            |                            |                            |  |  |                       |                       |                       |                       |  |  |                            |                            |                            |                            |
|  |                                |                                |                                |                                |    |                       |                            |                            |                            |                            |  |  |                       |                       |                       |                       |  |  |                            |                            |                            |                            |

## Détails des matchs

### Quarts de finale d'association

#### Floride contre Islanders de New York
| 14 avril | Floride | 4-5 (2-2, 1-1, 1-2) | New York | BB&T Center 17 422 spectateurs |

| Feuille de match | Feuille de match | Feuille de match                    | Feuille de match | Feuille de match                                                  |
| ---------------- | --- | ----------------------------------- | --- | ----------------------------------------------------------------- |
|                  | Purcell (Hudler, Koulikov) — 1 min 55 s - Jokinen (Campbell, Smith) — 13 min 51 s (SN) - Smith (Petrovic, Jokinen) — 21 min 31 s - Smith (Jokinen, Bjugstad) — 46 min 56 s | 1-0 1-1 2-1 2-2 3-2 3-3 3-4 3-5 4-5 | - Nelson (Strome) — 6 min 39 s - Nielsen (Tavares, Leddy) — 16 min 46 s (SN) - Tavares (Okposo, Nielsen) — 39 min 38 s Okposo (Tavares) — 42 min 33 s Strome (Quine, Hamonic) — 46 min 1 s - | Arbitrage : Dave Jackson, Kelly Sutherland Derek Amell, Tim Nowak |
| Luongo           | Gardiens | Greiss                              | | Arbitrage : Dave Jackson, Kelly Sutherland Derek Amell, Tim Nowak |
| 6 min            | Pénalités | 8 min                               | | Arbitrage : Dave Jackson, Kelly Sutherland Derek Amell, Tim Nowak |
| 46               | Tirs | 26                                  | | Arbitrage : Dave Jackson, Kelly Sutherland Derek Amell, Tim Nowak |

| 15 avril | Floride | 3-1 (1-0, 1-0, 1-1) | New York | BB&T Center 18 373 spectateurs |

| Feuille de match | Feuille de match | Feuille de match | Feuille de match                        | Feuille de match                                                        |
| ---------------- | --- | ---------------- | --------------------------------------- | ----------------------------------------------------------------------- |
|                  | Smith (Bjugstad, Huberdeau) — 4 min 32 s Bjugstad (Smith, Koulikov) — 26 min 17 s - Koulikov (Barkov) — 59 min 50 s (CV) | 1-0 2-0 2-1 3-1  | - Tavares (Leddy, Okposo) — 56 min 27 s | Arbitrage : Francis Charron, Wes McCauley Scott Driscoll, Bryan Pancich |
| Luongo           | Gardiens | Greiss           |                                         | Arbitrage : Francis Charron, Wes McCauley Scott Driscoll, Bryan Pancich |
| 12 min           | Pénalités | 8 min            |                                         | Arbitrage : Francis Charron, Wes McCauley Scott Driscoll, Bryan Pancich |
| 31               | Tirs | 42               |                                         | Arbitrage : Francis Charron, Wes McCauley Scott Driscoll, Bryan Pancich |

| 17 avril | New York | 4-3 (pr) (0-1, 3-2, 0-0, 1-0) | Floride | Barclays Center 15 795 spectateurs |

| Feuille de match | Feuille de match | Feuille de match            | Feuille de match | Feuille de match                                                           |
| ---------------- | --- | --------------------------- | --- | -------------------------------------------------------------------------- |
|                  | - Pulock (Okposo, Tavares) — 25 min 21 s (SN) - Prince (Pulock, de Haan) — 31 min 48 s Nielsen (Tavares, Okposo) — 36 min 55 s (SN) Hickey (Nelson, Bailey) — 72 min 31 s | 0-1 0-2 1-2 1-3 2-3 3-3 4-3 | Smith (Petrovic, Matheson) — 2 min 25 s Barkov (Smith, Huberdeau) — 21 min 11 s - Bjugstad (Smith, Koulikov) — 27 min 23 s - | Arbitrage : Chris Rooney, François St. Laurent Shane Heyer, Mark Schewchyk |
| Greiss           | Gardiens | Luongo                      | | Arbitrage : Chris Rooney, François St. Laurent Shane Heyer, Mark Schewchyk |
| 8 min            | Pénalités | 10 min                      | | Arbitrage : Chris Rooney, François St. Laurent Shane Heyer, Mark Schewchyk |
| 39               | Tirs | 39                          | | Arbitrage : Chris Rooney, François St. Laurent Shane Heyer, Mark Schewchyk |

| 20 avril | New York | 1-2 (0-0, 1-1, 0-1) | Floride | Barclays Center 15 795 spectateurs |

| Feuille de match | Feuille de match                                | Feuille de match | Feuille de match                                                                       | Feuille de match                                                          |
| ---------------- | ----------------------------------------------- | ---------------- | -------------------------------------------------------------------------------------- | ------------------------------------------------------------------------- |
|                  | - Tavares (Pulock, Nelson) — 39 min 44 s (SN) - | 0-1 1-1 1-2      | Purcell (Jágr, Ekblad) — 35 min 18 s (SN) - Petrovic (MacKenzie, Wilson) — 49 min 25 s | Arbitrage : Frederick l'Ecuyer, Brad Watson Matt MacPherson, Brian Murphy |
| Greiss           | Gardiens                                        | Luongo           |                                                                                        | Arbitrage : Frederick l'Ecuyer, Brad Watson Matt MacPherson, Brian Murphy |
| 8 min            | Pénalités                                       | 8 min            |                                                                                        | Arbitrage : Frederick l'Ecuyer, Brad Watson Matt MacPherson, Brian Murphy |
| 27               | Tirs                                            | 29               |                                                                                        | Arbitrage : Frederick l'Ecuyer, Brad Watson Matt MacPherson, Brian Murphy |

| 22 avril | Floride | 1-2 (2 pr) (0-1, 0-0, 1-0, 0-0, 0-1) | New York | BB&T Center 20 247 spectateurs |

| Feuille de match | Feuille de match                          | Feuille de match | Feuille de match                                                        | Feuille de match                                                    |
| ---------------- | ----------------------------------------- | ---------------- | ----------------------------------------------------------------------- | ------------------------------------------------------------------- |
|                  | - Barkov (Petrovic, Jágr) — 41 min 59 s - | 0-1 1-1 1-2      | Nielsen (Hickey) — 13 min 31 s - Quine (Židlický, Hickey) — 96 min (SN) | Arbitrage : Dan O'Halloran, Ian Walsh Brian Murphy, Matt MacPherson |
| Luongo           | Gardiens                                  | Greiss           |                                                                         | Arbitrage : Dan O'Halloran, Ian Walsh Brian Murphy, Matt MacPherson |
| 10 min           | Pénalités                                 | 2 min            |                                                                         | Arbitrage : Dan O'Halloran, Ian Walsh Brian Murphy, Matt MacPherson |
| 48               | Tirs                                      | 42               |                                                                         | Arbitrage : Dan O'Halloran, Ian Walsh Brian Murphy, Matt MacPherson |

| 24 avril | New York | 2-1 (2 pr) (0-1, 0-0, 1-0, 0-0, 1-0) | Floride | Barclays Center 15 795 spectateurs |

| Feuille de match | Feuille de match                                                                 | Feuille de match | Feuille de match                              | Feuille de match                                               |
| ---------------- | -------------------------------------------------------------------------------- | ---------------- | --------------------------------------------- | -------------------------------------------------------------- |
|                  | - Tavares (Kouliomine, Leddy) — 59 min 6 s Tavares (Okposo, Quine) — 90 min 41 s | 0-1 1-1 2-1      | Huberdeau (Trocheck, Jokinen) — 18 min 58 s - | Arbitrage : Dan O'Rourke, Chris Lee Shane Heyer, Mark Shewchyk |
| Greiss           | Gardiens                                                                         | Luongo           |                                               | Arbitrage : Dan O'Rourke, Chris Lee Shane Heyer, Mark Shewchyk |
| 6 min            | Pénalités                                                                        | 6 min            |                                               | Arbitrage : Dan O'Rourke, Chris Lee Shane Heyer, Mark Shewchyk |
| 51               | Tirs                                                                             | 42               |                                               | Arbitrage : Dan O'Rourke, Chris Lee Shane Heyer, Mark Shewchyk |

#### Tampa Bay contre Détroit
Comme lors des séries 2015, le Lightning se classe deuxième de la division Atlantique juste devant les Red Wings avec 97 points pour l'équipe de Tampa Bay et 93 pour les joueurs de Détroit. Ces derniers se qualifient pour la 25e fois consécutive pour les séries éliminatoires ; c'est la troisième plus longue suite de qualification pour les séries de l'histoire de la LNH après les Bruins de Boston qui jouent 29 séries consécutives entre 1968 et 1996 et les Blackhawks de Chicago avec 28 qualifications entre 1970 et 1997. Depuis le début de cette série, les Red Wings ont remporté quatre Coupes Stanley. C'est la deuxième opposition entre les deux formations après celle de 2015 qui tourne à l'avantage de Tampa Bay en 7 matchs.
| 13 avril | Tampa Bay | 3-2 (1-0, 1-2, 1-0) | Détroit | Amalie Arena 19 092 spectateurs |

| Feuille de match | Feuille de match | Feuille de match    | Feuille de match                                                              | Feuille de match                                                        |
| ---------------- | --- | ------------------- | ----------------------------------------------------------------------------- | ----------------------------------------------------------------------- |
|                  | Koutcherov (Johnson, Killorn) — 6 min 23 s - Koutcherov (Coburn, Nesterov) — 29 min 29 s Killorn (Johnson, Koutcherov) — 48 min 52 s | 1-0 1-1 1-2 2-2 3-2 | - Green (DeKeyser, Tatar) — 22 min 11 s Abdelkader (Quincey) — 24 min 7 s - - | Arbitrage : Francis Charron, Wes McCauley Scott Driscoll, Bryan Pancich |
| Bishop           | Gardiens | Howard              |                                                                               | Arbitrage : Francis Charron, Wes McCauley Scott Driscoll, Bryan Pancich |
| 18 min           | Pénalités | 18 min              |                                                                               | Arbitrage : Francis Charron, Wes McCauley Scott Driscoll, Bryan Pancich |
| 34               | Tirs | 36                  |                                                                               | Arbitrage : Francis Charron, Wes McCauley Scott Driscoll, Bryan Pancich |

| 15 avril | Tampa Bay | 5-2 (1-0, 1-1, 3-1) | Détroit | Amalie Arena 19 092 spectateurs |

| Feuille de match | Feuille de match | Feuille de match            | Feuille de match                                                                                 | Feuille de match                                                             |
| ---------------- | --- | --------------------------- | ------------------------------------------------------------------------------------------------ | ---------------------------------------------------------------------------- |
|                  | Koutcherov (Hedman, Johnson) — 15 min 17 s (SN) - Boyle (Drouin, Coburn) — 26 min 46 s - Johnson (Killorn) — 46 min 32 s Johnson (Koutcherov, Garrison) — 58 min 48 s Killorn (Carle, Johnson) — 57 min 16 s (CV) | 1-0 1-1 2-1 2-2 3-2 4-2 5-2 | - Larkin (Ericsson, Niklas Kronwall) — 23 min 30 s - Richard (Green, Tatar) — 44 min 27 s (SN) - | Arbitrage : Chris Rooney, Francois St. Laurent Matt MacPherson, Brian Murphy |
| Bishop           | Gardiens | Howard                      |                                                                                                  | Arbitrage : Chris Rooney, Francois St. Laurent Matt MacPherson, Brian Murphy |
| 51 min           | Pénalités | 68 min                      |                                                                                                  | Arbitrage : Chris Rooney, Francois St. Laurent Matt MacPherson, Brian Murphy |
| 31               | Tirs | 32                          |                                                                                                  | Arbitrage : Chris Rooney, Francois St. Laurent Matt MacPherson, Brian Murphy |

| 17 avril | Détroit | 2-0 (0-0, 2-0, 0-0) | Tampa Bay | Joe Louis Arena 20 027 spectateurs |

| Feuille de match | Feuille de match                                                     | Feuille de match | Feuille de match | Feuille de match                                             |
| ---------------- | -------------------------------------------------------------------- | ---------------- | ---------------- | ------------------------------------------------------------ |
|                  | Athanasiou (Tatar, Andersson) — 32 min 42 s Zetterberg — 37 min 22 s | 1-0 2-0          | -                | Arbitrage : Gord Dwyer, Eric Furlatt Derek Arnell, Tim Nowak |
| Mrazek           | Gardiens                                                             | Bishop           |                  | Arbitrage : Gord Dwyer, Eric Furlatt Derek Arnell, Tim Nowak |
| 20 min           | Pénalités                                                            | 40 min           |                  | Arbitrage : Gord Dwyer, Eric Furlatt Derek Arnell, Tim Nowak |
| 30               | Tirs                                                                 | 16               |                  | Arbitrage : Gord Dwyer, Eric Furlatt Derek Arnell, Tim Nowak |

| 19 avril | Détroit | 2-3 (0-1, 2-1, 0-1) | Tampa Bay | Joe Louis Arena 20 027 spectateurs |

| Feuille de match | Feuille de match                                                         | Feuille de match    | Feuille de match | Feuille de match                                              |
| ---------------- | ------------------------------------------------------------------------ | ------------------- | --- | ------------------------------------------------------------- |
|                  | - Helm (Glendening, Smith) — 34 min 53 s Nyquist (Sheahan) — 39 min 50 s | 0-1 0-2 1-2 2-2 3-2 | Koutcherov (Johnson, Drouin) — 5 min 41 s (SN) Koutcherov (Drouin, Garrison) — 30 min 31 s (SN) - Palát (Drouin, Koutcherov) — 57 min 1 s (SN) | Arbitrage : Jean Hebert, Tim Peel Greg Devorski, Derek Nansen |
| Mrazek           | Gardiens                                                                 | Bishop              | | Arbitrage : Jean Hebert, Tim Peel Greg Devorski, Derek Nansen |
| 12 min           | Pénalités                                                                | 10 min              | | Arbitrage : Jean Hebert, Tim Peel Greg Devorski, Derek Nansen |
| 28               | Tirs                                                                     | 33                  | | Arbitrage : Jean Hebert, Tim Peel Greg Devorski, Derek Nansen |

| 21 avril | Tampa Bay | 1-0 (0-0, 0-0, 1-0) | Détroit | Amalie Arena 19 092 spectateurs |

| Feuille de match | Feuille de match                 | Feuille de match | Feuille de match | Feuille de match                                                      |
| ---------------- | -------------------------------- | ---------------- | ---------------- | --------------------------------------------------------------------- |
|                  | Killorn (Callahan) — 58 min 17 s | 1-0              | -                | Arbitrage : Brad Meier, Kevin Pollock David Brisebois, Pierre Racicot |
| Bishop           | Gardiens                         | Mrazek           |                  | Arbitrage : Brad Meier, Kevin Pollock David Brisebois, Pierre Racicot |
| 8 min            | Pénalités                        | 8 min            |                  | Arbitrage : Brad Meier, Kevin Pollock David Brisebois, Pierre Racicot |
| 24               | Tirs                             | 34               |                  | Arbitrage : Brad Meier, Kevin Pollock David Brisebois, Pierre Racicot |

#### Washington contre Philadelphie
| 14 avril | Washington | 2-0 (0-0, 1-0, 1-0) | Philadelphie | Verizon Center 18 506 spectateurs |

| Feuille de match | Feuille de match                                                                   | Feuille de match | Feuille de match | Feuille de match                                                    |
| ---------------- | ---------------------------------------------------------------------------------- | ---------------- | ---------------- | ------------------------------------------------------------------- |
|                  | Carlson (Johansson, Bäckström) — 36 min 21 s (SN) Beagle (Johansson) — 56 min 36 s | 1-0 2-0          | -                | Arbitrage : Marc Joannette, Steve Kozari Steve Barton, Jonny Murray |
| Holtby           | Gardiens                                                                           | Mason            |                  | Arbitrage : Marc Joannette, Steve Kozari Steve Barton, Jonny Murray |
| 21 min           | Pénalités                                                                          | 35 min           |                  | Arbitrage : Marc Joannette, Steve Kozari Steve Barton, Jonny Murray |
| 31               | Tirs                                                                               | 19               |                  | Arbitrage : Marc Joannette, Steve Kozari Steve Barton, Jonny Murray |

| 16 avril | Washington | 4-1 (1-0, 2-1, 1-0) | Philadelphie | Verizon Center 18 506 spectateurs |

| Feuille de match | Feuille de match | Feuille de match    | Feuille de match                                 | Feuille de match                                                        |
| ---------------- | --- | ------------------- | ------------------------------------------------ | ----------------------------------------------------------------------- |
|                  | Carlson (Bäckström, Johansson) — 14 min 9 s (SN) Chimera (Alzner, Niskanen) — 22 min 26 s - Ovetchkine (Bäckström, Johansson) — 37 min 21 s (SN) Bäckström (Oshie, Johansson) — 57 min 47 s | 1-0 2-0 2-1 3-1 4-1 | - Voráček (Schenn, Gostisbehere) — 29 min 37 s - | Arbitrage : Dave Jackson, Kelly Sutherland Michel Cormier, Steve Miller |
| Holtby           | Gardiens | Mason               |                                                  | Arbitrage : Dave Jackson, Kelly Sutherland Michel Cormier, Steve Miller |
| 12 min           | Pénalités | 8 min               |                                                  | Arbitrage : Dave Jackson, Kelly Sutherland Michel Cormier, Steve Miller |
| 23               | Tirs | 42                  |                                                  | Arbitrage : Dave Jackson, Kelly Sutherland Michel Cormier, Steve Miller |

| 18 avril | Philadelphie | 1-6 (1-1, 0-1, 0-4) | Washington | Wells Fargo Center 19 678 spectateurs |

| Feuille de match | Feuille de match                 | Feuille de match            | Feuille de match | Feuille de match                                                    |
| ---------------- | -------------------------------- | --------------------------- | --- | ------------------------------------------------------------------- |
|                  | Raffl (Manning, Gagner) — 57 s - | 1-0 1-1 1-2 1-3 1-4 1-5 1-6 | - Johansson (Carlson, Bäckström) — 4 min 43 s (SN) Ovetchkine (Bäckström, Oshie) — 28 min 50 s Kouznetsov (Williams, Holtby) — 41 min 58 s (SN) Carlson (Ovetchkine, Williams) — 47 min 37 s (SN) Ovetchkine (Carlson, Oshie) — 54 min 58 s (SN) Beagle (Schmidt, Orlov) — 58 min 20 s (SN) | Arbitrage : Brad Meier, Kevin Pollock Matt MacPherson, Brian Murphy |
| Mason            | Gardiens                         | Holtby                      | | Arbitrage : Brad Meier, Kevin Pollock Matt MacPherson, Brian Murphy |
| 53 min           | Pénalités                        | 14 min                      | | Arbitrage : Brad Meier, Kevin Pollock Matt MacPherson, Brian Murphy |
| 32               | Tirs                             | 27                          | | Arbitrage : Brad Meier, Kevin Pollock Matt MacPherson, Brian Murphy |

| 20 avril | Philadelphie | 2-1 (1-0, 1-0, 0-1) | Washington | Wells Fargo Center 19 692 spectateurs |

| Feuille de match | Feuille de match                                                                               | Feuille de match | Feuille de match                         | Feuille de match                                                       |
| ---------------- | ---------------------------------------------------------------------------------------------- | ---------------- | ---------------------------------------- | ---------------------------------------------------------------------- |
|                  | Gostisbehere (Giroux, Simmonds) — 5 min 51 s (SN) MacDonald (Simmonds, Schenn) — 23 min 51 s - | 1-0 2-0 2-1      | - Oshie (Niskanen, Alzner) — 42 min 38 s | Arbitrage : Francis Charron, Wes McCauley Ryan Galloway, Brad Kovachik |
| Neuvirth         | Gardiens                                                                                       | Holtby           |                                          | Arbitrage : Francis Charron, Wes McCauley Ryan Galloway, Brad Kovachik |
| 4 min            | Pénalités                                                                                      | 4 min            |                                          | Arbitrage : Francis Charron, Wes McCauley Ryan Galloway, Brad Kovachik |
| 25               | Tirs                                                                                           | 32               |                                          | Arbitrage : Francis Charron, Wes McCauley Ryan Galloway, Brad Kovachik |

| 22 avril | Washington | 0-2 (0-0, 0-1, 0-1) | Philadelphie | Verizon Center 18 506 spectateurs |

| Feuille de match | Feuille de match | Feuille de match | Feuille de match                                                          | Feuille de match                                                       |
| ---------------- | ---------------- | ---------------- | ------------------------------------------------------------------------- | ---------------------------------------------------------------------- |
|                  | -                | 0-1 0-2          | White (Gagner, Streit) — 27 min 52 s VandeVelde (Bellemare) — 59 min 29 s | Arbitrage : Frederick L'Ecuyer, Brad Watson Shane Heyer, Mark Shewchyk |
| Holtby           | Gardiens         | Neuvirth         |                                                                           | Arbitrage : Frederick L'Ecuyer, Brad Watson Shane Heyer, Mark Shewchyk |
| 19 min           | Pénalités        | 13 min           |                                                                           | Arbitrage : Frederick L'Ecuyer, Brad Watson Shane Heyer, Mark Shewchyk |
| 44               | Tirs             | 11               |                                                                           | Arbitrage : Frederick L'Ecuyer, Brad Watson Shane Heyer, Mark Shewchyk |

| 24 avril | Philadelphie | 0-1 (0-0, 0-1, 0-0) | Washington | Wells Fargo Center 19 925 spectateurs |

| Feuille de match | Feuille de match | Feuille de match | Feuille de match                                | Feuille de match                                                      |
| ---------------- | ---------------- | ---------------- | ----------------------------------------------- | --------------------------------------------------------------------- |
|                  | -                | 0-1              | Bäckström (Johansson, Ovetchkine) — 28 min 59 s | Arbitrage : Dan O'Halloran, Ian Walsh David Brisebois, Pierre Racicot |
| Neuvirth         | Gardiens         | Holtby           |                                                 | Arbitrage : Dan O'Halloran, Ian Walsh David Brisebois, Pierre Racicot |
| 10 min           | Pénalités        | 6 min            |                                                 | Arbitrage : Dan O'Halloran, Ian Walsh David Brisebois, Pierre Racicot |
| 26               | Tirs             | 29               |                                                 | Arbitrage : Dan O'Halloran, Ian Walsh David Brisebois, Pierre Racicot |

#### Pittsburgh contre Rangers de New York
Pour la troisième fois en trois séries, les Penguins et les Rangers se retrouvent lors des séries éliminatoires. Lors des deux éditions précédentes, les Rangers sont sortis vainqueurs des confrontations avec une victoire en sept rencontres en 2014 au deuxième tour et une autre en cinq matchs en 2015, au premier tour. Les Penguins comptent prendre leur revanche sur New York lors de cette série ; ils ont en effet un bilan légèrement meilleur sur la saison avec 104 points contre 101 pour les Rangers,. Ils comptent également sur la présence de leur capitaine, Sidney Crosby, troisième meilleur pointeur de la saison avec un total de 85 points. Les Rangers eux comptent sur leurs vétérans Henrik Lundqvist, dans les buts, ou encore Eric Staal arrivé en fin de saison en provenance des Hurricanes de la Caroline.
Le premier match de la série a lieu le 13 avril sur la patinoire des Penguins. Les deux équipes tirent une douzaine de fois au cours de la première période mais juste avant la fin du tiers-temps, Lundqvist se prend le bout de la crosse de son coéquipier, Marc Staal, dans l'œil. Après un arrêt du match, le portier des Rangers revient sur la glace pour finir la période mais Patric Hornqvist en profite pour ouvrir la marque pour les locaux à 18 secondes de la première pause. Antti Raanta remplace Lundqvist dans les buts dès le début de la deuxième période et il réussit à faire six arrêts au cours de cette période de jeu. Cependant, les Penguins prennent deux buts d'avance grâce à Crosby lancé en échappée juste avant la fin du tiers. À la troisième minute de la troisième période, Derek Stepan inscrit le premier but de la soirée pour les Rangers en supériorité numérique contre Jeff Zatkoff. Deux minutes plus tard, les Penguins reprennent deux buts d'avance en infériorité numérique avant que Hornqvist n'inscrive son deuxième but de la soirée. Dix minutes avant la fin du match, Stepan double la mise pour New York mais avec moins de trois minutes restant dans le match, Alain Vigneault décide de sortir son gardien pour mettre un sixième joueur. Crosby en profite pour récupérer le palet qu'il transmet à Hornqvist pour une victoire finale 5-2 des locaux.
| 13 avril | Pittsburgh | 5-2 (1-0, 1-0, 3-2) | New York | Consol Energy Center 18 588 spectateurs |

| Feuille de match      | Feuille de match | Feuille de match                        | Feuille de match                                                                         | Feuille de match                                                  |
| --------------------- | --- | --------------------------------------- | ---------------------------------------------------------------------------------------- | ----------------------------------------------------------------- |
|                       | Hornqvist (Sheary, Letang) — 19 min 42 s Crosby (Hornqvist) — 38 min 56 s - Kühnhackl (Bonino, Letang) — 45 min 31 s (IN) Hornqvist (Kessel, Crosby) — 48 min 2 s (SN) - Hornqvist (Crosby, Daley) — 57 min 10 s | 1-0 2-0 2-1 3-1 4-1 4-2 5-2             | - Stepan (Nash, Brassar) — 43 min 10 s (SN) - Stepan (Boyle, Zuccarello) — 50 min 11 s - | Arbitrage : Jean Hebert, Tim Peel David Brisebois, Pierre Racicot |
| Zatkoff (59 min 47 s) | Gardiens | Lundqvist (20 min) Raanta (39 min 56 s) |                                                                                          | Arbitrage : Jean Hebert, Tim Peel David Brisebois, Pierre Racicot |
| 10 min                | Pénalités | 10 min                                  |                                                                                          | Arbitrage : Jean Hebert, Tim Peel David Brisebois, Pierre Racicot |
| 31                    | Tirs | 37                                      |                                                                                          | Arbitrage : Jean Hebert, Tim Peel David Brisebois, Pierre Racicot |

| 16 avril | Pittsburgh | 2-4 (0-0, 1-3, 1-1) | New York | Consol Energy Center 18 614 spectateurs |

| Feuille de match | Feuille de match                                                                        | Feuille de match        | Feuille de match | Feuille de match                                                    |
| ---------------- | --------------------------------------------------------------------------------------- | ----------------------- | --- | ------------------------------------------------------------------- |
|                  | Kessel (Daley, Bonino) — 23 min 21 s (SN) - Kessel (Bonino, Malkine) — 45 min 42 s (SN) | 1-0 1-1 1-2 1-3 1-4 2-4 | - Yandle (Miller, Brassard) — 32 min 38 s Brassard (Miller, Skjei) — 32 min 56 s Zucarello (Miller) — 36 min 52 s Kreider (Brassard) — 40 min 39 s - | Arbitrage : Marc Joannette, Steve Kozari Steve Barton, Jonny Murray |
| Zatkoff          | Gardiens                                                                                | Lundqvist               | | Arbitrage : Marc Joannette, Steve Kozari Steve Barton, Jonny Murray |
| 15 min           | Pénalités                                                                               | 19 min                  | | Arbitrage : Marc Joannette, Steve Kozari Steve Barton, Jonny Murray |
| 31               | Tirs                                                                                    | 28                      | | Arbitrage : Marc Joannette, Steve Kozari Steve Barton, Jonny Murray |

| 19 avril | New York | 1-3 (0-0, 1-1, 0-2) | Pittsburgh | Madison Square Garden 18 006 spectateurs |

| Feuille de match | Feuille de match                            | Feuille de match | Feuille de match                                                                                          | Feuille de match                                                      |
| ---------------- | ------------------------------------------- | ---------------- | --- | --------------------------------------------------------------------- |
|                  | Nash (Klein, M. Staal) — 20 min 39 s (IN) - | 1-0 1-1 1-2 1-3  | - Crosby (Kessel, Malkine) — 39 min 18 s (SN) Cullen (Kühnhackl, Cole) — 44 min 16 s Letang — 59 min 47 s | Arbitrage : Dave Jackson, Kelly Sutherland Shane Heyer, Mark Shewchyk |
| Lundqvist        | Gardiens                                    | Murray           | | Arbitrage : Dave Jackson, Kelly Sutherland Shane Heyer, Mark Shewchyk |
| 10 min           | Pénalités                                   | 12 min           | | Arbitrage : Dave Jackson, Kelly Sutherland Shane Heyer, Mark Shewchyk |
| 17               | Tirs                                        | 31               | | Arbitrage : Dave Jackson, Kelly Sutherland Shane Heyer, Mark Shewchyk |

| 21 avril | New York | 0-5 (0-3, 0-1, 0-1) | Pittsburgh | Madison Square Garden 18 006 spectateurs |

| Feuille de match                            | Feuille de match | Feuille de match    | Feuille de match | Feuille de match                                                 |
| ------------------------------------------- | ---------------- | ------------------- | --- | ---------------------------------------------------------------- |
|                                             | -                | 0-1 0-2 0-3 0-4 0-5 | Fehr (Lovejoy, Malkine) — 1 min 9 s Crosby (Malkine, Letang) — 7 min 11 s (SN) Sheary — 16 min 12 s Malkine (Crosby, Hornqvist) — 24 min (SN) Malkine (Dumoulin, Bonino) — 43 min 28 s (SN) | Arbitrage : Gord Dwyer, Eric Furlatt Greg Devorski, Derek Nansen |
| Lundqvist (26 min 4 s) Raanta (33 min 56 s) | Gardiens         | Murray              | | Arbitrage : Gord Dwyer, Eric Furlatt Greg Devorski, Derek Nansen |
| 14 min                                      | Pénalités        | 10 min              | | Arbitrage : Gord Dwyer, Eric Furlatt Greg Devorski, Derek Nansen |
| 31                                          | Tirs             | 32                  | | Arbitrage : Gord Dwyer, Eric Furlatt Greg Devorski, Derek Nansen |

| 23 avril | Pittsburgh | 6-3 (2-2, 4-0, 0-1) | New York | Consol Energy Center 18 607 spectateurs |

| Feuille de match                   | Feuille de match | Feuille de match                    | Feuille de match | Feuille de match                                                       |
| ---------------------------------- | --- | ----------------------------------- | --- | ---------------------------------------------------------------------- |
|                                    | - Hagelin (Kessel, Bonino) — 9 min 50 s - Kessel (Crosby, Letang) — 11 min 39 s (SN) Rust (Daley, Cullen) — 45 min 21 s Cullen (Rust, Kühnhackl) — 49 min 26 s Sheary (Crosby) — 56 min 18 s Rust (Malkine) — 59 min 1 s - | 0-1 1-1 1-2 2-2 3-2 4-2 5-2 6-2 6-3 | Nash (Girardi, Skjei) — 1 min 2 s - Moore (Fast, M. Staal) — 10 min 35 s - Kreider (Diaz, Brassard) — 45 min 38 s (SN) | Arbitrage : Francis Charron, Wes McCauley Ryan Galloway, Brad Kovachik |
| Lundqvist (40 min) Raanta (20 min) | Gardiens | Murray                              | | Arbitrage : Francis Charron, Wes McCauley Ryan Galloway, Brad Kovachik |
| 8 min                              | Pénalités | 6 min                               | | Arbitrage : Francis Charron, Wes McCauley Ryan Galloway, Brad Kovachik |
| 28                                 | Tirs | 41                                  | | Arbitrage : Francis Charron, Wes McCauley Ryan Galloway, Brad Kovachik |

#### Dallas contre Minnesota
| 14 avril | Dallas | 4-0 (0-0, 2-0, 2-0) | Minnesota | American Airlines Center 18 532 spectateurs |

| Feuille de match | Feuille de match | Feuille de match | Feuille de match | Feuille de match                                                        |
| ---------------- | --- | ---------------- | ---------------- | ----------------------------------------------------------------------- |
|                  | Faksa (Hemský) — 23 min 53 s Spezza (Eaves, Ja. Benn) — 32 min 17 s Eaves (Spezza, Ja. Benn) — 54 min 16 s (SN) Ja. Benn — 56 min | 1-0 2-0 3-0 4-0  | -                | Arbitrage : Frederick L'Ecuyer, Brad Watson Scott Cherrey, Jay Sharrers |
| Lehtonen         | Gardiens | Dubnyk           |                  | Arbitrage : Frederick L'Ecuyer, Brad Watson Scott Cherrey, Jay Sharrers |
| 4 min            | Pénalités | 12 min           |                  | Arbitrage : Frederick L'Ecuyer, Brad Watson Scott Cherrey, Jay Sharrers |
| 32               | Tirs | 22               |                  | Arbitrage : Frederick L'Ecuyer, Brad Watson Scott Cherrey, Jay Sharrers |

| 16 avril | Dallas | 2-1 (0-0, 1-0, 1-1) | Minnesota | American Airlines Center 18 988 spectateurs |

| Feuille de match | Feuille de match                                                | Feuille de match | Feuille de match                               | Feuille de match                                                   |
| ---------------- | --------------------------------------------------------------- | ---------------- | ---------------------------------------------- | ------------------------------------------------------------------ |
|                  | Roussel (Hemský) — 23 min 54 s Ja. Benn (Eakin) — 50 min 23 s - | 1-0 2-0 2-1      | - Scandella (Dumba, Zucker) — 52 min 42 s (SN) | Arbitrage : Brad Meier, Kevin Pollock Ryan Galloway, Brad Kovachik |
| Lehtonen         | Gardiens                                                        | Dubnyk           |                                                | Arbitrage : Brad Meier, Kevin Pollock Ryan Galloway, Brad Kovachik |
| 10 min           | Pénalités                                                       | 20 min           |                                                | Arbitrage : Brad Meier, Kevin Pollock Ryan Galloway, Brad Kovachik |
| 28               | Tirs                                                            | 26               |                                                | Arbitrage : Brad Meier, Kevin Pollock Ryan Galloway, Brad Kovachik |

| 18 avril | Minnesota | 5-3 (1-2, 2-0, 2-1) | Dallas | Xcel Energy Center 19 038 spectateurs |

| Feuille de match | Feuille de match | Feuille de match                | Feuille de match                                                                                           | Feuille de match                                                       |
| ---------------- | --- | ------------------------------- | --- | ---------------------------------------------------------------------- |
|                  | - Porter (Haula, Brodin) — 19 min 10 s Haula (Pominville, Niederreiter) — 26 min 4 s Pominville (Niederreiter, Dumba) — 39 min 13 s Koivu (Spurgeon, Coyle) — 46 min 26 s (SN) - Pominville — 58 min 46 s | 0-1 0-2 1-2 2-2 3-2 4-2 4-3 5-3 | Sharp (Goligoski) — 26 s Sharp (Eakin, Ja. Benn) — 4 min 10 s - Sceviour (Demers, Fiddler) — 53 min 45 s - | Arbitrage : Marc Joannette, Steve Kozari Scott Driscoll, Bryan Pancich |
| Dubnyk           | Gardiens | Lehtonen                        | | Arbitrage : Marc Joannette, Steve Kozari Scott Driscoll, Bryan Pancich |
| 6 min            | Pénalités | 6 min                           | | Arbitrage : Marc Joannette, Steve Kozari Scott Driscoll, Bryan Pancich |
| 25               | Tirs | 17                              | | Arbitrage : Marc Joannette, Steve Kozari Scott Driscoll, Bryan Pancich |

| 20 avril | Minnesota | 2-3 (0-0, 2-3, 0-0) | Dallas | Xcel Energy Center 19 080 spectateurs |

| Feuille de match | Feuille de match                                                               | Feuille de match    | Feuille de match | Feuille de match                                                 |
| ---------------- | ------------------------------------------------------------------------------ | ------------------- | --- | ---------------------------------------------------------------- |
|                  | Pominville (Niederreiter, Haula) — 25 min 1 s - Coyle (Zucker) — 30 min 14 s - | 1-0 1-1 2-1 2-2 2-3 | - Hemský (Demers, Russell) — 29 min 11 s (SN) - Eaves (Russell, Spezza) — 33 min 24 s (SN) Spezza (Demers, Ja. Benn) — 38 min 51 s | Arbitrage : Dan O'Halloran, Ian Walsh Steve Barton, Jonny Murray |
| Dubnyk           | Gardiens                                                                       | Niemi               | | Arbitrage : Dan O'Halloran, Ian Walsh Steve Barton, Jonny Murray |
| 10 min           | Pénalités                                                                      | 6 min               | | Arbitrage : Dan O'Halloran, Ian Walsh Steve Barton, Jonny Murray |
| 30               | Tirs                                                                           | 22                  | | Arbitrage : Dan O'Halloran, Ian Walsh Steve Barton, Jonny Murray |

| 22 avril | Dallas | 4-5 (pr) (1-2, 0-0, 3-2, 0-1) | Minnesota | American Airlines Center 18 889 spectateurs |

| Feuille de match | Feuille de match | Feuille de match                    | Feuille de match | Feuille de match                                                 |
| ---------------- | --- | ----------------------------------- | --- | ---------------------------------------------------------------- |
|                  | - Oduya (Faksa, Klingberg) — 17 min 18 s Ja. Benn (Klingberg) — 41 min - Spezza (Janmark, Eaves) — 48 min 28 s Goligoski (Eakin) — 48 min 56 s - | 0-1 0-2 1-2 2-2 2-3 3-3 4-3 4-4 4-5 | Granlund (Jones) — 3 min 32 s Schroeder (Suter, Spurgeon) — 5 min 16 s - Niederreiter (Spurgeon, Pominville) — 41 min 50 s - Koivu (Granlund, Pominville) — 56 min 51 s Koivu (Suter, Prosser) — 64 min 55 s | Arbitrage : Chris Lee, Dan O'Rourke Michel Cormier, Steve Miller |
| Niemi            | Gardiens | Dubnyk                              | | Arbitrage : Chris Lee, Dan O'Rourke Michel Cormier, Steve Miller |
| 2 min            | Pénalités | 6 min                               | | Arbitrage : Chris Lee, Dan O'Rourke Michel Cormier, Steve Miller |
| 41               | Tirs | 24                                  | | Arbitrage : Chris Lee, Dan O'Rourke Michel Cormier, Steve Miller |

| 24 avril | Minnesota | 4-5 (0-3, 0-1, 4-1) | Dallas | Xcel Energy Center 19 310 spectateurs |

| Feuille de match | Feuille de match | Feuille de match                    | Feuille de match | Feuille de match                                                  |
| ---------------- | --- | ----------------------------------- | --- | ----------------------------------------------------------------- |
|                  | - Spurgeon (Granlund, Koivu) — 43 min 48 s (SN) Brodin (Haula, Niederreiter) — 44 min 4 s Spurgeon (Koivu, Suter) — 48 min 39 s (SN) - Pominville (Brodin, Niederreiter) — 55 min 13 s | 0-1 0-2 0-3 0-4 1-4 2-4 3-4 3-5 4-5 | Klingberg (Spezza, Ja. Benn) — 5 min 56 s (SN) Janmark (Eaves) — 9 min 7 s Sharp (Eakin, Ja. Benn) — 18 min 11 s Ja. Benn (Sharp, Spezza) — 39 min 36 s - Goligoski (Janmark, Spezza) — 50 min 28 s - | Arbitrage : Gord Dwyer, Eric Furlatt Michel Cormier, Steve Miller |
| Dubnyk           | Gardiens | Niemi                               | | Arbitrage : Gord Dwyer, Eric Furlatt Michel Cormier, Steve Miller |
| 4 min            | Pénalités | 6 min                               | | Arbitrage : Gord Dwyer, Eric Furlatt Michel Cormier, Steve Miller |
| 29               | Tirs | 24                                  | | Arbitrage : Gord Dwyer, Eric Furlatt Michel Cormier, Steve Miller |

#### Saint-Louis contre Chicago
Le premier match de la série a lieu le 13 avril dans le Scottrade Center de Saint-Louis. Ce sont les visiteurs qui s'illustrent le plus lors de la première période avec 11 tirs dirigés vers Brian Elliott contre seulement 4 arrêts sur autant de tirs de Corey Crawford. Les actions de jeu s'équilibrent en deuxième période avec une dizaine de tirs de chaque côté et les gardiens continuent à garder leurs filets inviolés. La troisième période ne voit que 2 tirs des Blues contre 8 des Blackhawks mais le temps réglementaire se termine sans aucun but inscrit par les deux équipes. Elles jouent donc une prolongation et après environ de 10 minutes de jeu, David Backes parvient enfin à tromper Crawford alors qu'Elliott termine la rencontre avec 35 arrêts pour le premier blanchissage en série de sa carrière.
| 13 avril | Saint-Louis | 1-0 (pr) (0-0, 0-0, 0-0, 1-0) | Chicago | Scottrade Center 19 241 spectateurs |

| Feuille de match | Feuille de match                               | Feuille de match | Feuille de match | Feuille de match                                                  |
| ---------------- | ---------------------------------------------- | ---------------- | ---------------- | ----------------------------------------------------------------- |
|                  | Backes (Bouwmeester, Pietrangelo) — 69 min 4 s | 1-0              | -                | Arbitrage : Gord Dwyer, Eric Furlatt Michel Cormier, Steve Miller |
| Elliott          | Gardiens                                       | Crawford         |                  | Arbitrage : Gord Dwyer, Eric Furlatt Michel Cormier, Steve Miller |
| 10 min           | Pénalités                                      | 8 min            |                  | Arbitrage : Gord Dwyer, Eric Furlatt Michel Cormier, Steve Miller |
| 18               | Tirs                                           | 35               |                  | Arbitrage : Gord Dwyer, Eric Furlatt Michel Cormier, Steve Miller |

| 15 avril | Saint-Louis | 2-3 (0-0, 1-1, 1-2) | Chicago | Scottrade Center 19 846 spectateurs |

| Feuille de match | Feuille de match                                                                  | Feuille de match    | Feuille de match                                                                                                   | Feuille de match                                               |
| ---------------- | --------------------------------------------------------------------------------- | ------------------- | --- | -------------------------------------------------------------- |
|                  | Tarassenko (Schwartz, Lehterä) — 35 min 20 s - Shattenkirk (Backes) — 59 min 58 s | 1-0 1-1 1-2 1-3 2-3 | - Keith (Kane, Toews) — 39 min 55 s Shaw (Seabrook, Kane) — 55 min 41 s (SN) Panarine (Keith) — 58 min 34 s (CV) - | Arbitrage : Chris Lee, Dan O'Rourke Shane Heyer, Mark Shewchyk |
| Elliott          | Gardiens                                                                          | Crawford            | | Arbitrage : Chris Lee, Dan O'Rourke Shane Heyer, Mark Shewchyk |
| 10 min           | Pénalités                                                                         | 6 min               | | Arbitrage : Chris Lee, Dan O'Rourke Shane Heyer, Mark Shewchyk |
| 31               | Tirs                                                                              | 29                  | | Arbitrage : Chris Lee, Dan O'Rourke Shane Heyer, Mark Shewchyk |

| 17 avril | Chicago | 2-3 (1-1, 1-0, 0-2) | Saint-Louis | United Center 22 207 spectateurs |

| Feuille de match | Feuille de match                                                               | Feuille de match    | Feuille de match | Feuille de match                                                  |
| ---------------- | ------------------------------------------------------------------------------ | ------------------- | --- | ----------------------------------------------------------------- |
|                  | Seabrook (Toews, Kane) — 2 min 18 s (SN) - Anissimov (Panarine) — 21 min 4 s - | 1-0 1-1 2-1 2-2 2-3 | - Parayko (Pietrangelo, Fabbri) — 12 min 11 s (SN) - Berglund (Shattenkirk, Fabbri) — 45 min 15 s Schwartz (Backes, Tarassenko) — 53 min 22 s (SN) | Arbitrage : Jean Hebert, Tim Peel David Brisebois, Pierre Racicot |
| Crawford         | Gardiens                                                                       | Elliott             | | Arbitrage : Jean Hebert, Tim Peel David Brisebois, Pierre Racicot |
| 10 min           | Pénalités                                                                      | 12 min              | | Arbitrage : Jean Hebert, Tim Peel David Brisebois, Pierre Racicot |
| 46               | Tirs                                                                           | 36                  | | Arbitrage : Jean Hebert, Tim Peel David Brisebois, Pierre Racicot |

| 19 avril | Chicago | 3-4 (0-1, 2-1, 1-2) | Saint-Louis | United Center 22 212 spectateurs |

| Feuille de match | Feuille de match | Feuille de match            | Feuille de match | Feuille de match                                                      |
| ---------------- | --- | --------------------------- | --- | --------------------------------------------------------------------- |
|                  | - Shaw (Hossa, Gustafsson) — 29 min 12 s Keith (Shaw, Kane) — 33 min 9 s (SN) - Keith (Panarine, Shaw) — 54 min 40 s | 0-1 1-1 2-1 2-2 2-3 2-4 3-4 | Tarassenko (Lehterä, Schwartz) — 14 min 2 s - Tarassenko (Steen, Shattenkirk) — 37 min 31 s (SN) Schwartz (Shattenkirk, Tarassenko) — 41 min 36 s (SN) Steen — 44 min 46 s - | Arbitrage : Chris Rooney, Francois St. Laurent Derek Amell, Tim Nowak |
| Crawford         | Gardiens | Elliott                     | | Arbitrage : Chris Rooney, Francois St. Laurent Derek Amell, Tim Nowak |
| 78 min           | Pénalités | 62 min                      | | Arbitrage : Chris Rooney, Francois St. Laurent Derek Amell, Tim Nowak |
| 42               | Tirs | 20                          | | Arbitrage : Chris Rooney, Francois St. Laurent Derek Amell, Tim Nowak |

| 21 avril | Saint-Louis | 3-4 (2 pr) (0-0, 1-3, 2-0, 0-0, 0-1) | Chicago | Scottrade Center 19 956 spectateurs |

| Feuille de match | Feuille de match | Feuille de match            | Feuille de match | Feuille de match                                                     |
| ---------------- | --- | --------------------------- | --- | -------------------------------------------------------------------- |
|                  | - Schwartz (Pietrangelo, Parayko) — 32 min 29 s (SN) - Fabbri (Pietrangelo) — 46 min 57 s (Pietrangelo, Fabbri) — 54 min 50 s - | 0-1 1-1 1-2 1-3 2-3 3-3 3-4 | Hossa (Niklas Hjalmarsson) — 31 min 32 s (IN) - Anissimov (Panarine, Teräväinen) — 35 min 24 s Panarine (Kane, Toews) — 39 min 59 s - Kane (Pánik) — 83 min 7 s | Arbitrage : Marc Joannette, Steve Kozari Scott Cherrey, Jay Sharrers |
| Elliott          | Gardiens | Crawford                    | | Arbitrage : Marc Joannette, Steve Kozari Scott Cherrey, Jay Sharrers |
| 2 min            | Pénalités | 4 min                       | | Arbitrage : Marc Joannette, Steve Kozari Scott Cherrey, Jay Sharrers |
| 46               | Tirs | 35                          | | Arbitrage : Marc Joannette, Steve Kozari Scott Cherrey, Jay Sharrers |

| 23 avril | Chicago | 6-3 (1-3, 3-0, 2-0) | Saint-Louis | United Center 22 260 spectateurs |

| Feuille de match | Feuille de match | Feuille de match                    | Feuille de match                                                                                                   | Feuille de match                                                       |
| ---------------- | --- | ----------------------------------- | --- | ---------------------------------------------------------------------- |
|                  | Ladd (Krüger) — 3 min 47 s - Anissimov (Hossa, Panarine) — 24 min 13 s (SN) Van Riemsdyk (Toews, Pánik) — 32 min 21 s Weise (Panarine) — 36 min 18 s Shaw (Kane, Toews) — 56 min 53 s (SN) Hossa (Ladd) — 57 min 40 s (CV) | 1-0 1-1 1-2 1-3 2-3 3-3 4-3 5-3 6-3 | - Upshall (Ott) — 6 min 18 s Pietrangelo (Brouwer, Stastny) — 8 min 51 s Tarassenko (Lehterä, Schwartz) — 11 min - | Arbitrage : Dave Jackson, Kelly Sutherland Greg Devorski, Derek Nansen |
| Crawford         | Gardiens | Elliott                             | | Arbitrage : Dave Jackson, Kelly Sutherland Greg Devorski, Derek Nansen |
| 2 min            | Pénalités | 6 min                               | | Arbitrage : Dave Jackson, Kelly Sutherland Greg Devorski, Derek Nansen |
| 36               | Tirs | 28                                  | | Arbitrage : Dave Jackson, Kelly Sutherland Greg Devorski, Derek Nansen |

| 25 avril | Saint-Louis | 3-2 (2-1, 0-1, 1-0) | Chicago | Scottrade Center 19 935 spectateurs |

| Feuille de match | Feuille de match | Feuille de match    | Feuille de match                                                       | Feuille de match                                                      |
| ---------------- | --- | ------------------- | ---------------------------------------------------------------------- | --------------------------------------------------------------------- |
|                  | Lehterä (Bouwmeester, Schwartz) — 1 min Parayko (Berglund, Steen) — 13 min 43 s - Brouwer (Fabbri, Stastny) — 48 min 31 s | 1-0 2-0 2-1 2-2 3-2 | - Hossa (Pánik) — 18 min 30 s Shaw (Toews, Keith) — 23 min 20 s (SN) - | Arbitrage : Francis Charron, Wes McCauley Scott Cherrey, Jay Sharrers |
| Elliott          | Gardiens | Crawford            |                                                                        | Arbitrage : Francis Charron, Wes McCauley Scott Cherrey, Jay Sharrers |
| 2 min            | Pénalités | 4 min               |                                                                        | Arbitrage : Francis Charron, Wes McCauley Scott Cherrey, Jay Sharrers |
| 26               | Tirs | 33                  |                                                                        | Arbitrage : Francis Charron, Wes McCauley Scott Cherrey, Jay Sharrers |

#### Anaheim contre Nashville
| 15 avril | Anaheim | 2-3 (1-1, 1-1, 0-1) | Nashville | Honda Center 17 236 spectateurs |

| Feuille de match | Feuille de match                                                                         | Feuille de match    | Feuille de match                                                                   | Feuille de match                                              |
| ---------------- | ---------------------------------------------------------------------------------------- | ------------------- | ---------------------------------------------------------------------------------- | ------------------------------------------------------------- |
|                  | - Getzlaf (Fowler, Perry) — 17 min 39 s (SN) Kesler (Cogliano, Lindholm) — 20 min 48 s - | 0-1 1-1 2-1 2-2 2-3 | Neal (Johansen) — 35 s - Wilson (Ellis, Josi) — 37 min 55 s Forsberg — 50 min 25 s | Arbitrage : Mike Leggo, Ian Walsh Greg Devorski, Derek Nansen |
| Gibson           | Gardiens                                                                                 | Rinne               |                                                                                    | Arbitrage : Mike Leggo, Ian Walsh Greg Devorski, Derek Nansen |
| 6 min            | Pénalités                                                                                | 8 min               |                                                                                    | Arbitrage : Mike Leggo, Ian Walsh Greg Devorski, Derek Nansen |
| 29               | Tirs                                                                                     | 33                  |                                                                                    | Arbitrage : Mike Leggo, Ian Walsh Greg Devorski, Derek Nansen |

| 17 avril | Anaheim | 2-3 (1-1, 0-2, 1-0) | Nashville | Honda Center 17 174 spectateurs |

| Feuille de match | Feuille de match                                                        | Feuille de match    | Feuille de match | Feuille de match                                                |
| ---------------- | ----------------------------------------------------------------------- | ------------------- | --- | --------------------------------------------------------------- |
|                  | Cogliano — 14 min 20 s - Thompson (Silfverberg, Cogliano) — 57 min 18 s | 1-0 1-1 1-2 1-3 2-3 | - Ekholm (Wilson, Smith) — 19 min 4 s Smith (Forsberg, Josi) — 29 min 55 s Weber (Josi, Forsberg) — 39 min 21 s (SN) - | Arbitrage : Chris Lee, Dan O'Rourke Greg Devorski, Derek Nansen |
| Gibson           | Gardiens                                                                | Rinne               | | Arbitrage : Chris Lee, Dan O'Rourke Greg Devorski, Derek Nansen |
| 12 min           | Pénalités                                                               | 4 min               | | Arbitrage : Chris Lee, Dan O'Rourke Greg Devorski, Derek Nansen |
| 29               | Tirs                                                                    | 27                  | | Arbitrage : Chris Lee, Dan O'Rourke Greg Devorski, Derek Nansen |

| 19 avril | Nashville | 0-3 (0-1, 0-2, 0-0) | Anaheim | Bridgestone Arena 17 204 spectateurs |

| Feuille de match | Feuille de match | Feuille de match | Feuille de match | Feuille de match                                                     |
| ---------------- | ---------------- | ---------------- | --- | -------------------------------------------------------------------- |
|                  | -                | 0-1 0-2 0-3      | McGinn (Horcoff, Stewart) — 10 min 5 s Rakell (Vatanen, Perry) — 31 min 33 s Stewart (Getzlaf, Lindholm) — 37 min 6 s | Arbitrage : Gord Dwyer, Eric Furlatt David Brisebois, Pierre Racicot |
| Rinne            | Gardiens         | Andersen         | | Arbitrage : Gord Dwyer, Eric Furlatt David Brisebois, Pierre Racicot |
| 4 min            | Pénalités        | 8 min            | | Arbitrage : Gord Dwyer, Eric Furlatt David Brisebois, Pierre Racicot |
| 27               | Tirs             | 21               | | Arbitrage : Gord Dwyer, Eric Furlatt David Brisebois, Pierre Racicot |

| 21 avril | Nashville | 1-4 (0-1, 1-2, 0-1) | Anaheim | Bridgestone Arena 17 232 spectateurs |

| Feuille de match | Feuille de match                         | Feuille de match    | Feuille de match | Feuille de match                                                  |
| ---------------- | ---------------------------------------- | ------------------- | --- | ----------------------------------------------------------------- |
|                  | - Fisher (Wilson, Weber) — 31 min 26 s - | 0-1 1-1 1-2 1-3 1-4 | Getzlaf (Perron, Bieksa) — 1 min 2 s - Thompson (Rakell, Vatanen) — 37 min 4 s McGinn (Stewart) — 38 min 56 s Cogliano (Silfverberg) — 56 min 52 s | Arbitrage : Dave Jackson, Kelly Sutherland Derek Amell, Tim Nowak |
| Rinne            | Gardiens                                 | Andersen            | | Arbitrage : Dave Jackson, Kelly Sutherland Derek Amell, Tim Nowak |
| 14 min           | Pénalités                                | 14 min              | | Arbitrage : Dave Jackson, Kelly Sutherland Derek Amell, Tim Nowak |
| 31               | Tirs                                     | 25                  | | Arbitrage : Dave Jackson, Kelly Sutherland Derek Amell, Tim Nowak |

| 23 avril | Anaheim | 5-2 (0-0, 2-1, 3-1) | Nashville | Honda Center 17 360 spectateurs |

| Feuille de match | Feuille de match | Feuille de match            | Feuille de match                                                            | Feuille de match                                                |
| ---------------- | --- | --------------------------- | --------------------------------------------------------------------------- | --------------------------------------------------------------- |
|                  | - Perron — 34 min 35 s Garbutt (Getzlaf, Perron) — 36 min 23 s Vatanen (Silfverberg) — 48 min 34 s - Fowler (Vatanen, Perry) — 56 min 37 s (SN) Kesler (Getzlaf, Silfverberg) — 58 min 14 s (CV) | 0-1 1-1 2-1 3-1 3-2 4-2 5-2 | Johansen (Wilson) — 34 min 13 s - Salomäki (Weber, Ribeiro) — 53 min 29 s - | Arbitrage : Jean Hebert, Tim Peel Scott Driscoll, Bryan Pancich |
| Andersen         | Gardiens | Rinne                       |                                                                             | Arbitrage : Jean Hebert, Tim Peel Scott Driscoll, Bryan Pancich |
| 6 min            | Pénalités | 12 min                      |                                                                             | Arbitrage : Jean Hebert, Tim Peel Scott Driscoll, Bryan Pancich |
| 32               | Tirs | 29                          |                                                                             | Arbitrage : Jean Hebert, Tim Peel Scott Driscoll, Bryan Pancich |

| 25 avril | Nashville | 3-1 (0-0, 2-1, 1-0) | Anaheim | Bridgestone Arena 17 113 spectateurs |

| Feuille de match | Feuille de match                                                                                       | Feuille de match | Feuille de match                              | Feuille de match                                                         |
| ---------------- | --- | ---------------- | --------------------------------------------- | ------------------------------------------------------------------------ |
|                  | Ekholm (Järnkrok, Ellis) — 28 min 10 s Neal (Johansen) — 37 min 45 s - Weber (Neal) — 59 min 50 s (CV) | 1-0 2-0 2-1 3-1  | - Kesler (Perry, Fowler) — 39 min 46 s (SN) - | Arbitrage : Brad Watson, Frederick L'Ecuyer Brad Kovachik, Ryan Galloway |
| Rinne            | Gardiens                                                                                               | Andersen         |                                               | Arbitrage : Brad Watson, Frederick L'Ecuyer Brad Kovachik, Ryan Galloway |
| 4 min            | Pénalités                                                                                              | 0 min            |                                               | Arbitrage : Brad Watson, Frederick L'Ecuyer Brad Kovachik, Ryan Galloway |
| 26               | Tirs                                                                                                   | 27               |                                               | Arbitrage : Brad Watson, Frederick L'Ecuyer Brad Kovachik, Ryan Galloway |

| 27 avril | Anaheim | 1-2 (0-2, 0-0, 1-0) | Nashville | Honda Center 17 407 spectateurs |

| Feuille de match | Feuille de match                                    | Feuille de match | Feuille de match                                               | Feuille de match                                                       |
| ---------------- | --------------------------------------------------- | ---------------- | -------------------------------------------------------------- | ---------------------------------------------------------------------- |
|                  | - Kesler (Silfverberg, Lindholm) — 41 min 45 s (SN) | 0-1 0-2 1-2      | Wilson — 6 min 19 s Gaustad (Weber, Arvidsson) — 15 min 53 s - | Arbitrage : Dan O'Halloran, Kelly Sutherland Derek Amell, Brian Murphy |
| Andersen         | Gardiens                                            | Rinne            |                                                                | Arbitrage : Dan O'Halloran, Kelly Sutherland Derek Amell, Brian Murphy |
| 8 min            | Pénalités                                           | 10 min           |                                                                | Arbitrage : Dan O'Halloran, Kelly Sutherland Derek Amell, Brian Murphy |
| 37               | Tirs                                                | 20               |                                                                | Arbitrage : Dan O'Halloran, Kelly Sutherland Derek Amell, Brian Murphy |

#### Los Angeles contre San José
| 14 avril | Los Angeles | 3-4 (1-1, 2-2, 0-1) | San José | Staples Center 18 230 spectateurs |

| Feuille de match | Feuille de match                                                                                             | Feuille de match            | Feuille de match | Feuille de match                                                   |
| ---------------- | --- | --------------------------- | --- | ------------------------------------------------------------------ |
|                  | Muzzin (Lucic, Pearson) — 2 min 53 s - Carter (Lucic, Kopitar) — 27 min 30 s (SN) Lewis — 37 min 18 s (IN) - | 1-0 1-1 1-2 2-2 3-2 3-3 3-4 | - Pavelski (Burns, Couture) — 6 min 25 s (SN) Burns (Ward) — 26 min 50 s - Hertl (Ward, Donskoi) — 37 min 48 s Pavelski (Braun) — 40 min 17 s | Arbitrage : Brad Meier, Kevin Pollock Brad Kovachik, Ryan Galloway |
| Quick            | Gardiens | Jones                       | | Arbitrage : Brad Meier, Kevin Pollock Brad Kovachik, Ryan Galloway |
| 8 min            | Pénalités | 6 min                       | | Arbitrage : Brad Meier, Kevin Pollock Brad Kovachik, Ryan Galloway |
| 24               | Tirs | 23                          | | Arbitrage : Brad Meier, Kevin Pollock Brad Kovachik, Ryan Galloway |

| 16 avril | Los Angeles | 1-2 (0-1, 0-1, 1-0) | San José | Staples Center 18 514 spectateurs |

| Feuille de match | Feuille de match                                  | Feuille de match | Feuille de match                                                                         | Feuille de match                                                       |
| ---------------- | ------------------------------------------------- | ---------------- | ---------------------------------------------------------------------------------------- | ---------------------------------------------------------------------- |
|                  | - Lecavalier (Pearson, Muzzin) — 54 min 59 s (SN) | 0-1 0-2 1-2      | Pavelski (Burns, Thornton) — 3 min 37 s Couture (Pavelski, Marleau) — 28 min 44 s (SN) - | Arbitrage : Frédéric L'Écuyer, Brad Watson Scott Cherrey, Jay Sharrers |
| Quick            | Gardiens                                          | Jones            |                                                                                          | Arbitrage : Frédéric L'Écuyer, Brad Watson Scott Cherrey, Jay Sharrers |
| 10 min           | Pénalités                                         | 10 min           |                                                                                          | Arbitrage : Frédéric L'Écuyer, Brad Watson Scott Cherrey, Jay Sharrers |
| 27               | Tirs                                              | 23               |                                                                                          | Arbitrage : Frédéric L'Écuyer, Brad Watson Scott Cherrey, Jay Sharrers |

| 18 avril | San José | 1-2 (pr) (1-1, 0-0, 0-0, 0-1) | Los Angeles | SAP Center 17 562 spectateurs |

| Feuille de match | Feuille de match          | Feuille de match | Feuille de match                                                                      | Feuille de match                                                  |
| ---------------- | ------------------------- | ---------------- | ------------------------------------------------------------------------------------- | ----------------------------------------------------------------- |
|                  | Thornton (Hertl) — 30 s - | 1-0 1-1 1-2      | - Kopitar (Lucic, Muzzin) — 8 min 10 s (SN) Pearson (Brown, Lecavalier) — 63 min 47 s | Arbitrage : Dan O'Halloran, Ian Walsh Scott Cherrey, Jay Sharrers |
| Jones            | Gardiens                  | Quick            |                                                                                       | Arbitrage : Dan O'Halloran, Ian Walsh Scott Cherrey, Jay Sharrers |
| 8 min            | Pénalités                 | 12 min           |                                                                                       | Arbitrage : Dan O'Halloran, Ian Walsh Scott Cherrey, Jay Sharrers |
| 30               | Tirs                      | 24               |                                                                                       | Arbitrage : Dan O'Halloran, Ian Walsh Scott Cherrey, Jay Sharrers |

| 20 avril | San José | 3-2 (0-0, 2-0, 1-2) | Los Angeles | SAP Center 17 562 spectateurs |

| Feuille de match | Feuille de match | Feuille de match    | Feuille de match                                                                 | Feuille de match                                                 |
| ---------------- | --- | ------------------- | -------------------------------------------------------------------------------- | ---------------------------------------------------------------- |
|                  | Burns (Ward, Vlasic) — 22 min 9 s (SN) Pavelski (Thornton, Marleau) — 29 min 21 s (SN) Marleau (Couture, Burns) — 41 min 40 s (SN) - | 1-0 2-0 3-0 3-1 3-2 | - Lewis (Schenn, Versteeg) — 42 min 49 s Schenn (Kopitar, Gáborík) — 46 min 44 s | Arbitrage : Chris Lee, Dan O'Rourke Michel Cormier, Steve Miller |
| Jones            | Gardiens | Quick               |                                                                                  | Arbitrage : Chris Lee, Dan O'Rourke Michel Cormier, Steve Miller |
| 4 min            | Pénalités | 8 min               |                                                                                  | Arbitrage : Chris Lee, Dan O'Rourke Michel Cormier, Steve Miller |
| 29               | Tirs | 28                  |                                                                                  | Arbitrage : Chris Lee, Dan O'Rourke Michel Cormier, Steve Miller |

| 22 avril | Los Angeles | 3-6 (0-2, 3-1, 0-3) | San José | Staples Center 18 543 spectateurs |

| Feuille de match | Feuille de match | Feuille de match                    | Feuille de match | Feuille de match                                                          |
| ---------------- | --- | ----------------------------------- | --- | ------------------------------------------------------------------------- |
|                  | - Kopitar (King, Doughty) — 27 min 44 s Carter (Muzzin, Toffoli) — 31 min 26 s Versteeg (Clifford, Muzzin) — 36 min 36 s - | 0-1 0-2 0-3 1-3 2-3 3-3 3-4 3-5 3-6 | Donskoi (Couture) — 1 min 8 s Tierney (Burns) — 11 min 21 s Nieto (Ward, Couture) — 24 min 5 s - Donskoi (Burns, Couture) — 43 min 58 s Pavelski (Burns, Martin) — 52 min 24 s Karlsson (Marleau) — 59 min 38 s (CV) | Arbitrage : Chris Rooney, Francois St. Laurent Jonny Murray, Steve Barton |
| Quick            | Gardiens | Jones                               | | Arbitrage : Chris Rooney, Francois St. Laurent Jonny Murray, Steve Barton |
| 6 min            | Pénalités | 2 min                               | | Arbitrage : Chris Rooney, Francois St. Laurent Jonny Murray, Steve Barton |
| 22               | Tirs | 28                                  | | Arbitrage : Chris Rooney, Francois St. Laurent Jonny Murray, Steve Barton |

### Demi-finales d'association

#### Tampa Bay contre Islanders de New York
| 27 avril | Tampa Bay | 3-5 (1-3, 0-1, 2-1) | New York | Amalie Arena 19 092 spectateurs |

| Feuille de match                               | Feuille de match | Feuille de match                | Feuille de match | Feuille de match                                                |
| ---------------------------------------------- | --- | ------------------------------- | --- | --------------------------------------------------------------- |
|                                                | Palát (Drouin, Namestnikov) — 3 min 5 s - Koutcherov (Carle, Hedman) — 47 min 41 s Filppula (Killorn, Garrison) — 57 min 28 s - | 1-0 1-1 1-2 1-3 1-4 2-4 3-4 3-5 | - Hamonic (Quine, Tavares) — 5 min 44 s Prince (Strome, Nelson) — 17 min 28 s Prince (Strome, Nelson) — 19 min 57 s Tavares (Okposo, Nielsen) — 28 min 59 s (SN) - Clutterbuck (Cizikas, de Haan) — 59 min 5 s (CV) | Arbitrage : Gord Dwyer, Eric Furlatt Steve Barton, Jonny Murray |
| Bishop (28 min 59 s) Vassilevski (29 min 40 s) | Gardiens | Greiss                          | | Arbitrage : Gord Dwyer, Eric Furlatt Steve Barton, Jonny Murray |
| 8 min                                          | Pénalités | 4 min                           | | Arbitrage : Gord Dwyer, Eric Furlatt Steve Barton, Jonny Murray |
| 36                                             | Tirs | 22                              | | Arbitrage : Gord Dwyer, Eric Furlatt Steve Barton, Jonny Murray |

| 30 avril | Tampa Bay | 4-1 (2-1, 1-0, 1-0) | New York | Amalie Arena 19 092 spectateurs |

| Feuille de match | Feuille de match | Feuille de match    | Feuille de match                                  | Feuille de match                                                      |
| ---------------- | --- | ------------------- | ------------------------------------------------- | --------------------------------------------------------------------- |
|                  | Johnson (Palát, Hedman) — 6 min 3 s Drouin (Filppula) — 11 min 55 s - Hedman (Johnson, Drouin) — 31 min 59 s (SN) Johnson (Garrison) — 57 min 42 s | 1-0 2-0 2-1 3-1 4-1 | - Kouliomine (Hickey, Quine) — 15 min 15 s (SN) - | Arbitrage : Francis Charron, Wes McCauley Greg Devorski, Derek Nansen |
| Bishop           | Gardiens | Greiss              |                                                   | Arbitrage : Francis Charron, Wes McCauley Greg Devorski, Derek Nansen |
| 16 min           | Pénalités | 18 min              |                                                   | Arbitrage : Francis Charron, Wes McCauley Greg Devorski, Derek Nansen |
| 31               | Tirs | 20                  |                                                   | Arbitrage : Francis Charron, Wes McCauley Greg Devorski, Derek Nansen |

| 3 mai | New York | 4-5 (pr) (1-1, 1-1, 2-2, 0-1) | Tampa Bay | Barclays Center 15 795 spectateurs |

| Feuille de match | Feuille de match | Feuille de match                    | Feuille de match | Feuille de match                                                  |
| ---------------- | --- | ----------------------------------- | --- | ----------------------------------------------------------------- |
|                  | Bailey (Kouliomine, Hamonic) — 7 min 55 s - Leddy (Clutterbuck, Cizikas) — 34 min 50 s Bailey (Hickey, Prince) — 42 min 27 s (SN) - Clutterbuck (Cizikas) — 51 min 23 s - | 1-0 1-1 1-2 2-2 3-2 3-3 4-3 4-4 4-5 | - Callahan (Killorn, Filppula) — 19 min 47 s (SN) Hedman (Johnson) — 28 min 10 s - Namestnikov (Filppula, Killorn) — 43 min 25 s - Koutcherov (Drouin, Hedman) — 59 min 21 s Boyle (Hedman, Callahan) — 62 min 48 s | Arbitrage : Steve Kozari, Brad Watson Scott Cherrey, Jay Sharrers |
| Greiss           | Gardiens | Bishop                              | | Arbitrage : Steve Kozari, Brad Watson Scott Cherrey, Jay Sharrers |
| 10 min           | Pénalités | 10 min                              | | Arbitrage : Steve Kozari, Brad Watson Scott Cherrey, Jay Sharrers |
| 39               | Tirs | 41                                  | | Arbitrage : Steve Kozari, Brad Watson Scott Cherrey, Jay Sharrers |

| 6 mai | New York | 1-2 (pr) (1-0, 0-0, 0-1, 0-1) | Tampa Bay | Barclays Center 15 795 spectateurs |

| Feuille de match | Feuille de match                                 | Feuille de match | Feuille de match                                                           | Feuille de match                                                      |
| ---------------- | ------------------------------------------------ | ---------------- | -------------------------------------------------------------------------- | --------------------------------------------------------------------- |
|                  | Okposo (Kouliomine, Nielsen) — 4 min 20 s (SN) - | 1-0 1-1 1-2      | - Koutcherov (Johnson) — 47 min 49 s Garrison (Šustr, Palát) — 61 min 34 s | Arbitrage : Jean Hebert, Kelly Sutherland Brad Kovachik, Brian Murphy |
| Greiss Bérubé    | Gardiens                                         | Bishop           |                                                                            | Arbitrage : Jean Hebert, Kelly Sutherland Brad Kovachik, Brian Murphy |
| 6 min            | Pénalités                                        | 6 min            |                                                                            | Arbitrage : Jean Hebert, Kelly Sutherland Brad Kovachik, Brian Murphy |
| 28               | Tirs                                             | 24               |                                                                            | Arbitrage : Jean Hebert, Kelly Sutherland Brad Kovachik, Brian Murphy |

| 8 mai | Tampa Bay | 4-0 (2-0, 1-0, 1-0) | New York | Amalie Arena 19 092 spectateurs |

| Feuille de match | Feuille de match | Feuille de match | Feuille de match | Feuille de match                                                 |
| ---------------- | --- | ---------------- | ---------------- | ---------------------------------------------------------------- |
|                  | Hedman — 13 min 49 s Boyle (Carle, Paquette) — 18 min 41 s Hedman (Drouin, Johnson) — 24 min 22 s (SN) Koutcherov (Killorn) — 44 min 40 s | 1-0 2-0 3-0 4-0  | -                | Arbitrage : Chris Lee, Dan O'Rourke Michel Cormier, Steve Miller |
| Bishop           | Gardiens | Greiss           |                  | Arbitrage : Chris Lee, Dan O'Rourke Michel Cormier, Steve Miller |
| 8 min            | Pénalités | 14 min           |                  | Arbitrage : Chris Lee, Dan O'Rourke Michel Cormier, Steve Miller |
| 25               | Tirs | 28               |                  | Arbitrage : Chris Lee, Dan O'Rourke Michel Cormier, Steve Miller |

#### Washington contre Pittsburgh
| 28 avril | Washington | 4-3 (pr) (1-0, 1-2, 1-1, 1-0) | Pittsburgh | Verizon Center 18 506 spectateurs |

| Feuille de match | Feuille de match | Feuille de match            | Feuille de match | Feuille de match                                                |
| ---------------- | --- | --------------------------- | --- | --------------------------------------------------------------- |
|                  | Burakovsky (Chimera, Carlson) — 10 min 13 s - Oshie — 32 min 10 s Oshie (Ovetchkine) — 43 min 23 s - Oshie — 69 min 33 s | 1-0 1-1 1-2 2-2 3-2 3-3 4-3 | - Lovejoy (Bonino, Hagelin) — 30 min 40 s Malkine (Kunitz, Letang) — 31 min 37 s - Bonino (Hagelin, Kessel) — 48 min 42 s - | Arbitrage : Chris Lee, Dan O'Rourke Greg Devorski, Derek Nansen |
| Holtby           | Gardiens | Murray                      | | Arbitrage : Chris Lee, Dan O'Rourke Greg Devorski, Derek Nansen |
| 6 min            | Pénalités | 10 min                      | | Arbitrage : Chris Lee, Dan O'Rourke Greg Devorski, Derek Nansen |
| 35               | Tirs | 45                          | | Arbitrage : Chris Lee, Dan O'Rourke Greg Devorski, Derek Nansen |

| 30 avril | Washington | 1-2 (0-0, 0-1, 1-1) | Pittsburgh | Verizon Center 18 506 spectateurs |

| Feuille de match | Feuille de match                                      | Feuille de match | Feuille de match                                                     | Feuille de match                                                      |
| ---------------- | ----------------------------------------------------- | ---------------- | -------------------------------------------------------------------- | --------------------------------------------------------------------- |
|                  | - Johansson (Carlson, Kouznetsov) — 44 min 8 s (SN) - | 0-1 1-1 1-2      | Hagelin (Bonino) — 27 min 8 s - Fehr (Malkine, Kunitz) — 55 min 32 s | Arbitrage : Dan O'Halloran, Kevin Pollock Scott Cherrey, Jay Sharrers |
| Holtby           | Gardiens                                              | Murray           |                                                                      | Arbitrage : Dan O'Halloran, Kevin Pollock Scott Cherrey, Jay Sharrers |
| 10 min           | Pénalités                                             | 6 min            |                                                                      | Arbitrage : Dan O'Halloran, Kevin Pollock Scott Cherrey, Jay Sharrers |
| 24               | Tirs                                                  | 35               |                                                                      | Arbitrage : Dan O'Halloran, Kevin Pollock Scott Cherrey, Jay Sharrers |

| 2 mai | Pittsburgh | 3-2 (2-0, 1-0, 0-2) | Washington | Consol Energy Center 18 601 spectateurs |

| Feuille de match | Feuille de match | Feuille de match    | Feuille de match                                                                            | Feuille de match                                                      |
| ---------------- | --- | ------------------- | ------------------------------------------------------------------------------------------- | --------------------------------------------------------------------- |
|                  | Hornqvist (Daley, Sheary) — 6 min 37 s Kühnhackl (Cullen, Letang) — 7 min 37 s Hagelin (Bonino, Kessel) — 35 min 3 s - - | 1-0 2-0 3-0 3-1 3-2 | - Ovetchkine (Niskanen, Bäckström) — 48 min 2 s Williams (Ovetchkine, Carlson) — 59 min 4 s | Arbitrage : Francis Charron, Wes McCauley Brad Kovachik, Brian Murphy |
| Murray           | Gardiens | Holtby              |                                                                                             | Arbitrage : Francis Charron, Wes McCauley Brad Kovachik, Brian Murphy |
| 8 min            | Pénalités | 6 min               |                                                                                             | Arbitrage : Francis Charron, Wes McCauley Brad Kovachik, Brian Murphy |
| 23               | Tirs | 49                  |                                                                                             | Arbitrage : Francis Charron, Wes McCauley Brad Kovachik, Brian Murphy |

| 4 mai | Pittsburgh | 3-2 (pr) (1-1, 1-1, 0-0, 1-0) | Washington | Consol Energy Center 18 614 spectateurs |

| Feuille de match | Feuille de match | Feuille de match    | Feuille de match                                                           | Feuille de match                                                      |
| ---------------- | --- | ------------------- | -------------------------------------------------------------------------- | --------------------------------------------------------------------- |
|                  | - Daley (Hornqvist, Crosby) — 9 min 16 s Cullen (Kühnhackl, Dumoulin) — 23 min 7 s - Hornqvist (Sheary, Dumoulin) — 62 min 34 s | 0-1 1-1 2-1 2-2 3-2 | Beagle (Wilson, Chorney) — 2 min 58 s - Carlson (Williams) — 36 min 19 s - | Arbitrage : Jean Hebert, Kelly Sutherland Brad Kovachik, Brian Murphy |
| Murray           | Gardiens | Holtby              |                                                                            | Arbitrage : Jean Hebert, Kelly Sutherland Brad Kovachik, Brian Murphy |
| 8 min            | Pénalités | 10 min              |                                                                            | Arbitrage : Jean Hebert, Kelly Sutherland Brad Kovachik, Brian Murphy |
| 33               | Tirs | 36                  |                                                                            | Arbitrage : Jean Hebert, Kelly Sutherland Brad Kovachik, Brian Murphy |

| 7 mai | Washington | 3-1 (1-1, 2-0, 0-0) | Pittsburgh | Verizon Center 18 506 spectateurs |

| Feuille de match | Feuille de match                                                                                                  | Feuille de match | Feuille de match                             | Feuille de match                                                 |
| ---------------- | --- | ---------------- | -------------------------------------------- | ---------------------------------------------------------------- |
|                  | Ovetchkine (Backström, Oshie) — 4 min 4 s (SN) - Oshie (Ovetchkine, Carlson) — 24 min (SN) Williams — 29 min 58 s | 1-0 1-1 2-1 3-1  | - Kunitz (Kessel, Crosby) — 7 min 8 s (SN) - | Arbitrage : Steve Kozari, Brad Watson Steve Barton, Jonny Murray |
| Holtby           | Gardiens | Murray           |                                              | Arbitrage : Steve Kozari, Brad Watson Steve Barton, Jonny Murray |
| 6 min            | Pénalités | 12 min           |                                              | Arbitrage : Steve Kozari, Brad Watson Steve Barton, Jonny Murray |
| 19               | Tirs | 31               |                                              | Arbitrage : Steve Kozari, Brad Watson Steve Barton, Jonny Murray |

| 10 mai | Pittsburgh | 4-3 (pr) (1-0, 2-1, 0-2, 1-0) | Washington | Consol Energy Center 18 650 spectateurs |

| Feuille de match | Feuille de match | Feuille de match            | Feuille de match | Feuille de match                                                 |
| ---------------- | --- | --------------------------- | --- | ---------------------------------------------------------------- |
|                  | Kessel (Dumoulin, Bonino) — 5 min 41 s Kessel (Letang, Kunitz) — 27 min 5 s (SN) Hagelin (Määttä, Daley) — 27 min 38 s (SN) - Bonino (Hagelin, Kessel) — 66 min 32 s | 1-0 2-0 3-0 3-1 3-2 3-3 4-3 | - Oshie (Backström, Ovetchkine) — 38 min 30 s (SN) Williams (Backström) — 47 min 23 s Carlson (Ovetchkine, Williams) — 53 min 1 s (SN) | Arbitrage : Eric Furlatt, Gord Dwyer Pierre Racicot, Derek Amell |
| Holtby           | Gardiens | Murray                      | | Arbitrage : Eric Furlatt, Gord Dwyer Pierre Racicot, Derek Amell |
| 12 min           | Pénalités | 6 min                       | | Arbitrage : Eric Furlatt, Gord Dwyer Pierre Racicot, Derek Amell |
| 42               | Tirs | 39                          | | Arbitrage : Eric Furlatt, Gord Dwyer Pierre Racicot, Derek Amell |

#### Dallas contre Saint-Louis
| 29 avril | Dallas | 2-1 (0-0, 1-0, 1-1) | Saint-Louis | American Airlines Center 18 532 spectateurs |

| Feuille de match | Feuille de match                                                                   | Feuille de match | Feuille de match                                  | Feuille de match                                                     |
| ---------------- | ---------------------------------------------------------------------------------- | ---------------- | ------------------------------------------------- | -------------------------------------------------------------------- |
|                  | Roussel (Faksa, Klingberg) — 29 min 36 s - Faksa (Hemský, Goligoski) — 55 min 16 s | 1-0 1-1 2-1      | - Shattenkirk (Parayko, Berglund) — 51 min 32 s - | Arbitrage : Jean Hebert, Kelly Sutherland Steve Barton, Jonny Murray |
| Lehtonen         | Gardiens                                                                           | Elliott          |                                                   | Arbitrage : Jean Hebert, Kelly Sutherland Steve Barton, Jonny Murray |
| 6 min            | Pénalités                                                                          | 8 min            |                                                   | Arbitrage : Jean Hebert, Kelly Sutherland Steve Barton, Jonny Murray |
| 42               | Tirs                                                                               | 32               |                                                   | Arbitrage : Jean Hebert, Kelly Sutherland Steve Barton, Jonny Murray |

| 1er mai | Dallas | 3-4 (pr) (1-3, 0-0, 2-0, 0-1) | Saint-Louis | American Airlines Center 18 889 spectateurs |

| Feuille de match                      | Feuille de match | Feuille de match            | Feuille de match | Feuille de match                                                  |
| ------------------------------------- | --- | --------------------------- | --- | ----------------------------------------------------------------- |
|                                       | Goligoski (Ja. Benn, Eakin) — 3 min 36 s - Janmark (Eakin, Sceviour) — 44 min 35 s Ja. Benn (Eakin, Russell) — 57 min 24 s - | 1-0 1-1 1-2 1-3 2-3 3-3 3-4 | - Berglund (Fabbri, Backes) — 4 min 11 s Edmundson (Brouwer, Upshall) — 7 min 2 s Brouwer (Shattenkirk, Fabbri) — 18 min 40 s (SN) - Backes (Steen, Shattenkirk) — 70 min 58 s (SN) | Arbitrage : Steve Kozari, Brad Watson Derek Amell, Pierre Racicot |
| Lehtonen (20 min) Niemi (50 min 58 s) | Gardiens | Elliott                     | | Arbitrage : Steve Kozari, Brad Watson Derek Amell, Pierre Racicot |
| 10 min                                | Pénalités | 8 min                       | | Arbitrage : Steve Kozari, Brad Watson Derek Amell, Pierre Racicot |
| 34                                    | Tirs | 25                          | | Arbitrage : Steve Kozari, Brad Watson Derek Amell, Pierre Racicot |

| 3 mai | Saint-Louis | 6-1 (2-1, 3-0, 1-0) | Dallas | Scottrade Center 19 323 spectateurs |

| Feuille de match | Feuille de match | Feuille de match                           | Feuille de match                          | Feuille de match                                                  |
| ---------------- | --- | ------------------------------------------ | ----------------------------------------- | ----------------------------------------------------------------- |
|                  | - Steen (Stastny, Brouwer) — 5 min 41 s Backes (Shattenkirk, Tarassenko) — 16 min 10 s (SN) Brouwer (Bouwmeester, Pietrangelo) — 22 min 34 s Tarassenko (Berglund, Fabbri) — 23 min 50 s Steen (Tarassenko, Schwartz) — 38 min 3 s (SN) Backes (Gunnarsson) — 58 min 6 s | 0-1 1-1 2-1 3-1 4-1 5-1 6-1                | Sceviour (Spezza, Oduya) — 4 min 44 s - - | Arbitrage : Gord Dwyer, Eric Furlatt Michel Cormier, Steve Miller |
| Elliott          | Gardiens | Niemi (22 min 34 s) Lehtonen (37 min 26 s) |                                           | Arbitrage : Gord Dwyer, Eric Furlatt Michel Cormier, Steve Miller |
| 15 min           | Pénalités | 21 min                                     |                                           | Arbitrage : Gord Dwyer, Eric Furlatt Michel Cormier, Steve Miller |
| 36               | Tirs | 29                                         |                                           | Arbitrage : Gord Dwyer, Eric Furlatt Michel Cormier, Steve Miller |

| 5 mai | Saint-Louis | 2-3 (pr) (1-0, 1-2, 0-0, 0-1) | Dallas | Scottrade Center 19 770 spectateurs |

| Feuille de match | Feuille de match                                                                                  | Feuille de match    | Feuille de match                                                                                         | Feuille de match                                                |
| ---------------- | ------------------------------------------------------------------------------------------------- | ------------------- | --- | --------------------------------------------------------------- |
|                  | Tarassenko (Schwartz, Gunnarsson) — 10 min 17 s - Stastny (Tarassenko, Steen) — 33 min 6 s (SN) - | 1-0 1-1 1-2 2-2 2-3 | - Faksa — 24 min 5 s Sharp (Ja. Benn, Spezza) — 25 min 14 s (SN) - Eakin (Sharp, Ja. Benn) — 62 min 58 s | Arbitrage : Chris Lee, Dan O'Rourke Greg Devorski, Derek Nansen |
| Elliott          | Gardiens                                                                                          | Lehtonen            | | Arbitrage : Chris Lee, Dan O'Rourke Greg Devorski, Derek Nansen |
| 8 min            | Pénalités                                                                                         | 8 min               | | Arbitrage : Chris Lee, Dan O'Rourke Greg Devorski, Derek Nansen |
| 26               | Tirs                                                                                              | 28                  | | Arbitrage : Chris Lee, Dan O'Rourke Greg Devorski, Derek Nansen |

| 7 mai | Dallas | 1-4 (1-1, 0-2, 0-1) | Saint-Louis | American Airlines Center 18 754 spectateurs |

| Feuille de match | Feuille de match                              | Feuille de match    | Feuille de match | Feuille de match                                                      |
| ---------------- | --------------------------------------------- | ------------------- | --- | --------------------------------------------------------------------- |
|                  | - Goligoski (Fiddler, Spezza) — 10 min 58 s - | 0-1 1-1 1-2 1-3 1-4 | Fabbri (Shattenkirk) — 6 min - Jaškin (Bouwmeester, Upshall) — 30 min 31 s Brouwer (Stastny, Fabbri) — 37 min 42 s Stastny (Schwartz, Backes) — 58 min 20 s (CV) | Arbitrage : Dan O'Halloran, Kevin Pollock Scott Cherrey, Jay Sharrers |
| Lehtonen         | Gardiens                                      | Elliott             | | Arbitrage : Dan O'Halloran, Kevin Pollock Scott Cherrey, Jay Sharrers |
| 4 min            | Pénalités                                     | 6 min               | | Arbitrage : Dan O'Halloran, Kevin Pollock Scott Cherrey, Jay Sharrers |
| 28               | Tirs                                          | 22                  | | Arbitrage : Dan O'Halloran, Kevin Pollock Scott Cherrey, Jay Sharrers |

| 9 mai | Saint-Louis | 2-3 (0-3, 1-0, 1-0) | Dallas | Scottrade Center 19 808 spectateurs |

| Feuille de match                          | Feuille de match                                                                      | Feuille de match    | Feuille de match | Feuille de match                                                     |
| ----------------------------------------- | ------------------------------------------------------------------------------------- | ------------------- | --- | -------------------------------------------------------------------- |
|                                           | - Steen (Bortuzzo, Tarassenko) — 27 min 29 s Berglund (Lehterä, Backes) — 48 min 59 s | 0-1 0-2 0-3 1-3 2-3 | Janmark (Nitchouchkine) — 4 min 53 s Fiddler (Sceviour, Russell) — 5 min 13 s Spezza (Sceviour, Ja. Benn) — 16 min 49 s (SN) - | Arbitrage : Francis Charron, Wes McCauley Steve Barton, Jonny Murray |
| Elliott (16 min 49 s) Allen (41 min 24 s) | Gardiens                                                                              | Lehtonen            | | Arbitrage : Francis Charron, Wes McCauley Steve Barton, Jonny Murray |
| 2 min                                     | Pénalités                                                                             | 4 min               | | Arbitrage : Francis Charron, Wes McCauley Steve Barton, Jonny Murray |
| 37                                        | Tirs                                                                                  | 14                  | | Arbitrage : Francis Charron, Wes McCauley Steve Barton, Jonny Murray |

| 11 mai | Dallas | 1-6 (0-3, 0-2, 1-1) | Saint-Louis | American Airlines Center 19 345 spectateurs |

| Feuille de match                      | Feuille de match                           | Feuille de match            | Feuille de match | Feuille de match                                                         |
| ------------------------------------- | ------------------------------------------ | --------------------------- | --- | ------------------------------------------------------------------------ |
|                                       | - Eaves (Goligoski, Oduya) — 45 min 15 s - | 0-1 0-2 0-3 0-4 0-5 1-5 1-6 | Fabbri (Brouwer, Stastny) — 5 min 23 s (SN) Stastny (Brouwer, Fabbri) — 18 min 22 s Berglund (Lehterä, Backes) — 19 min 56 s Backes (Berglund, Parayko) — 23 min 50 s Brouwer (Fabbri, Stastny) — 35 min 6 s - Tarassenko (Schwartz, Shattenkirk) — 55 min 20 s (CV) | Arbitrage : Dan O'Halloran, Kelly Sutherland Brad Kovachik, Brian Murphy |
| Lehtonen (20 min) Niemi (38 min 34 s) | Gardiens                                   | Elliott                     | | Arbitrage : Dan O'Halloran, Kelly Sutherland Brad Kovachik, Brian Murphy |
| 4 min                                 | Pénalités                                  | 6 min                       | | Arbitrage : Dan O'Halloran, Kelly Sutherland Brad Kovachik, Brian Murphy |
| 32                                    | Tirs                                       | 19                          | | Arbitrage : Dan O'Halloran, Kelly Sutherland Brad Kovachik, Brian Murphy |

#### San José contre Nashville
| 29 avril | San José | 5-2 (0-0, 0-1, 5-1) | Nashville | SAP Center 17 026 spectateurs |

| Feuille de match | Feuille de match | Feuille de match                  | Feuille de match                                                                         | Feuille de match                                                   |
| ---------------- | --- | --------------------------------- | ---------------------------------------------------------------------------------------- | ------------------------------------------------------------------ |
|                  | - Hertl (Ward, Vlasic) — 42 min 37 s (SN) Ward (Donskoi, Burns) — 51 min 49 s Couture (Pavelski, Burns) — 55 min 40 s (SN) - Couture (Spaling ) — 58 min 31 s (CV) Wingels — 59 min 10 s (CV) | 0-1 1-1 2-1 3-1 3-2 4-2 5-2       | Fisher (Johansen, Ekholm) — 24 min 33 s (SN) - Johansen (Josi, Wilson) — 58 min 11 s - - | Arbitrage : Steve Kozari, Brad Watson Michel Cormier, Steve Miller |
| Jones            | Gardiens | Rinne (57 min 26 s) Hutton (50 s) |                                                                                          | Arbitrage : Steve Kozari, Brad Watson Michel Cormier, Steve Miller |
| 8 min            | Pénalités | 24 min                            |                                                                                          | Arbitrage : Steve Kozari, Brad Watson Michel Cormier, Steve Miller |
| 38               | Tirs | 31                                |                                                                                          | Arbitrage : Steve Kozari, Brad Watson Michel Cormier, Steve Miller |

| 1er mai | San José | 3-2 (0-0, 1-0, 2-2) | Nashville | SAP Center 17 562 spectateurs |

| Feuille de match | Feuille de match | Feuille de match    | Feuille de match                                                              | Feuille de match                                                 |
| ---------------- | --- | ------------------- | ----------------------------------------------------------------------------- | ---------------------------------------------------------------- |
|                  | Couture (Pavelski, Burns) — 38 min 36 s (SN) - Pavelski (Nieto, Thornton) — 57 min 20 s Thornton (Couture, Pavelski) — 59 min 4 s (CV) - | 1-0 1-1 2-1 3-1 3-2 | - Ekholm (Wilson, Josi) — 52 min 56 s - Johansen (Josi, Fisher) — 59 min 56 s | Arbitrage : Chris Lee, Dan O'Rourke Michel Cormier, Steve Miller |
| Jones            | Gardiens | Rinne               |                                                                               | Arbitrage : Chris Lee, Dan O'Rourke Michel Cormier, Steve Miller |
| 4 min            | Pénalités | 2 min               |                                                                               | Arbitrage : Chris Lee, Dan O'Rourke Michel Cormier, Steve Miller |
| 25               | Tirs | 39                  |                                                                               | Arbitrage : Chris Lee, Dan O'Rourke Michel Cormier, Steve Miller |

| 3 mai | Nashville | 4-1 (0-1, 2-0, 2-0) | San José | Bridgestone Arena 17 163 spectateurs |

| Feuille de match | Feuille de match | Feuille de match    | Feuille de match                          | Feuille de match                                                      |
| ---------------- | --- | ------------------- | ----------------------------------------- | --------------------------------------------------------------------- |
|                  | - Neal (Ekholm, Johansen) — 25 min 11 s (SN) Weber — 34 min 44 s Wilson (Ellis, Fisher) — 46 min 55 s Forsberg (Josi, Weber) — 55 min 49 s (SN) | 0-1 1-1 2-1 3-1 4-1 | Marleau (Hertl, Vlasic) — 13 min 13 s - - | Arbitrage : Dan O'Halloran, Kevin Pollock Derek Amell, Pierre Racicot |
| Rinne            | Gardiens | Jones               |                                           | Arbitrage : Dan O'Halloran, Kevin Pollock Derek Amell, Pierre Racicot |
| 12 min           | Pénalités | 14 min              |                                           | Arbitrage : Dan O'Halloran, Kevin Pollock Derek Amell, Pierre Racicot |
| 25               | Tirs | 27                  |                                           | Arbitrage : Dan O'Halloran, Kevin Pollock Derek Amell, Pierre Racicot |

| 5 mai | Nashville | 4-3 (3 pr) (2-1, 0-1, 1-1, 0-0, 0-0, 1-0) | San José | Bridgestone Arena 17 188 spectateurs |

| Feuille de match | Feuille de match | Feuille de match            | Feuille de match | Feuille de match                                                 |
| ---------------- | --- | --------------------------- | --- | ---------------------------------------------------------------- |
|                  | Wilson (Ekholm, Ellis) — 41 s - Fisher (Neal, Josi) — 9 min 50 s - Neal (Ellis, Wilson) — 55 min 39 s Fisher (Ekholm, Wilson) — 111 min 12 s | 1-0 1-1 2-1 2-2 2-3 3-3 4-3 | - Burns (Couture, Martin) — 3 min 8 s - Donskoi (Vlasic, Martin) — 34 min 9 s Burns (Couture, Thornton) — 46 min 48 s (SN) - - | Arbitrage : Gord Dwyer, Eric Furlatt Derek Amell, Pierre Racicot |
| Rinne            | Gardiens | Jones                       | | Arbitrage : Gord Dwyer, Eric Furlatt Derek Amell, Pierre Racicot |
| 12 min           | Pénalités | 12 min                      | | Arbitrage : Gord Dwyer, Eric Furlatt Derek Amell, Pierre Racicot |
| 45               | Tirs | 47                          | | Arbitrage : Gord Dwyer, Eric Furlatt Derek Amell, Pierre Racicot |

| 7 mai | San José | 5-1 (2-1, 2-0, 1-0) | Nashville | SAP Center 17 562 spectateurs |

| Feuille de match | Feuille de match | Feuille de match                       | Feuille de match                        | Feuille de match                                                      |
| ---------------- | --- | -------------------------------------- | --------------------------------------- | --------------------------------------------------------------------- |
|                  | Marleau (Donskoi) — 10 min 47 s - Pavelski (Thornton, Vlasic) — 17 min 21 s Couture (Donskoi, Braun) — 20 min 35 s Pavelski (Marleau, Thornton) — 39 min 22 s (SN) Karlsson (Tierney, Braun) — 59 min 10 s | 1-0 1-1 2-1 3-1 4-1 5-1                | - Fisher (Neal, Wilson) — 15 min 40 s - | Arbitrage : Francis Charron, Wes McCauley Greg Devorski, Derek Nansen |
| Jones            | Gardiens | Rinne (56 min 56 s) Hutton (3 min 1 s) |                                         | Arbitrage : Francis Charron, Wes McCauley Greg Devorski, Derek Nansen |
| 8 min            | Pénalités | 28 min                                 |                                         | Arbitrage : Francis Charron, Wes McCauley Greg Devorski, Derek Nansen |
| 29               | Tirs | 25                                     |                                         | Arbitrage : Francis Charron, Wes McCauley Greg Devorski, Derek Nansen |

| 9 mai | Nashville | 4-3 (pr) (1-2, 1-0, 1-1, 1-0) | San José | Bridgestone Arena 17 292 spectateurs |

| Feuille de match | Feuille de match | Feuille de match            | Feuille de match | Feuille de match                                                      |
| ---------------- | --- | --------------------------- | --- | --------------------------------------------------------------------- |
|                  | - Josi — 15 min 27 s Johansen (Ellis) — 21 min 25 s - Wilson (Neal, Ribeiro) — 52 min 44 s Arvidsson (Salomäki, Rinne) — 62 min 3 s | 0-1 0-2 1-2 2-2 2-3 3-3 4-3 | Tierney (Vlasic, Hertl) — 9 min 55 s Tierney (Nieto, Burns) — 11 min 51 s - Couture (Burns, Thornton) — 50 min 4 s (SN) - | Arbitrage : Jean Hebert, Kelly Sutherland Scott Cherrey, Jay Sharrers |
| Rinne            | Gardiens | Jones                       | | Arbitrage : Jean Hebert, Kelly Sutherland Scott Cherrey, Jay Sharrers |
| 4 min            | Pénalités | 4 min                       | | Arbitrage : Jean Hebert, Kelly Sutherland Scott Cherrey, Jay Sharrers |
| 32               | Tirs | 18                          | | Arbitrage : Jean Hebert, Kelly Sutherland Scott Cherrey, Jay Sharrers |

| 12 mai | San José | 5-0 (2-0, 1-0, 2-0) | Nashville | SAP Center 17 562 spectateurs |

| Feuille de match | Feuille de match | Feuille de match                        | Feuille de match | Feuille de match                                                   |
| ---------------- | --- | --------------------------------------- | ---------------- | ------------------------------------------------------------------ |
|                  | Pavelski (Marleau, Thornton) — 9 min 2 s (SN) Ward (Karlsson, Vlasic) — 16 min 51 s Couture — 20 min 36 s Thornton (Couture) — 40 min 32 s (SN) Marleau (Couture, Vlasic) — 43 min 54 s | 1-0 2-0 3-0 4-0 5-0                     | -                | Arbitrage : Dan O'Rourke, Brad Watson Michel Cormier, Steve Miller |
| Jones            | Gardiens | Rinne (43 min 54 s) Hutton (16 min 6 s) |                  | Arbitrage : Dan O'Rourke, Brad Watson Michel Cormier, Steve Miller |
| 2 min            | Pénalités | 6 min                                   |                  | Arbitrage : Dan O'Rourke, Brad Watson Michel Cormier, Steve Miller |
| 27               | Tirs | 20                                      |                  | Arbitrage : Dan O'Rourke, Brad Watson Michel Cormier, Steve Miller |

### Finales d'association

#### Pittsburgh contre Tampa Bay
| 13 mai | Pittsburgh | 1-3 (0-1, 1-2, 0-0) | Tampa Bay | Consol Energy Center 18 554 spectateurs |

| Feuille de match | Feuille de match                               | Feuille de match                               | Feuille de match | Feuille de match                                                      |
| ---------------- | ---------------------------------------------- | ---------------------------------------------- | --- | --------------------------------------------------------------------- |
|                  | - Hornqvist (Crosby, Kessel) — 39 min 5 s (SN) | 0-1 0-2 0-3 1-3                                | Killorn (Hedman) — 18 min 46 s Palát (Filppula, Garrison) — 22 min 33 s (SN) Drouin (Palát, Filppula) — 38 min 25 s - | Arbitrage : Francis Charron, Wes McCauley Greg Devorski, Jonny Murray |
| Murray           | Gardiens                                       | Bishop (12 min 25 s) Vassilevski (47 min 15 s) | | Arbitrage : Francis Charron, Wes McCauley Greg Devorski, Jonny Murray |
| 6 min            | Pénalités                                      | 11 min                                         | | Arbitrage : Francis Charron, Wes McCauley Greg Devorski, Jonny Murray |
| 35               | Tirs                                           | 20                                             | | Arbitrage : Francis Charron, Wes McCauley Greg Devorski, Jonny Murray |

| 16 mai | Pittsburgh | 3-2 (pr) (2-2, 0-0, 0-0, 1-0) | Tampa Bay | Consol Energy Center 18 534 spectateurs |

| Feuille de match | Feuille de match                                                                                                 | Feuille de match    | Feuille de match                                                                      | Feuille de match                                                    |
| ---------------- | --- | ------------------- | ------------------------------------------------------------------------------------- | ------------------------------------------------------------------- |
|                  | Cullen (Fehr, Letang) — 4 min 32 s Kessel (Bonino, Hagelin) — 9 min 37 s - Crosby (Rust, Dumoulin) — 60 min 40 s | 1-0 2-0 2-1 2-2 3-2 | - Strålman (Marchessault, Hedman) — 16 min 37 s Drouin (Brown, Carle) — 19 min 10 s - | Arbitrage : Gord Dwyer, Dan O'Halloran Michel Cormier, Steve Miller |
| Murray           | Gardiens | Vassilevski         |                                                                                       | Arbitrage : Gord Dwyer, Dan O'Halloran Michel Cormier, Steve Miller |
| 2 min            | Pénalités | 4 min               |                                                                                       | Arbitrage : Gord Dwyer, Dan O'Halloran Michel Cormier, Steve Miller |
| 41               | Tirs | 21                  |                                                                                       | Arbitrage : Gord Dwyer, Dan O'Halloran Michel Cormier, Steve Miller |

| 18 mai | Tampa Bay | 2-4 (0-0, 0-1, 2-3) | Pittsburgh | Amalie Arena 19 092 spectateurs |

| Feuille de match | Feuille de match                                                               | Feuille de match        | Feuille de match | Feuille de match                                                       |
| ---------------- | ------------------------------------------------------------------------------ | ----------------------- | --- | ---------------------------------------------------------------------- |
|                  | - Johnson (Koutcherov, Palát) — 45 min 30 s - Palát (Koutcherov) — 58 min 16 s | 0-1 0-2 1-2 1-3 1-4 2-4 | Hagelin (Kessel) — 39 min 50 s Kessel (Bonino, Hagelin) — 45 min 16 s - Crosby (Malkine, Schultz) — 50 min 50 s (SN) Kunitz — 53 min 12 s - | Arbitrage : Eric Furlatt, Kelly Sutherland Derek Amell, Pierre Racicot |
| Vassilevski      | Gardiens                                                                       | Murray                  | | Arbitrage : Eric Furlatt, Kelly Sutherland Derek Amell, Pierre Racicot |
| 20 min           | Pénalités                                                                      | 6 min                   | | Arbitrage : Eric Furlatt, Kelly Sutherland Derek Amell, Pierre Racicot |
| 28               | Tirs                                                                           | 48                      | | Arbitrage : Eric Furlatt, Kelly Sutherland Derek Amell, Pierre Racicot |

| 20 mai | Tampa Bay | 4-3 (2-0, 2-0, 0-3) | Pittsburgh | Amalie Arena 19 092 spectateurs |

| Feuille de match | Feuille de match | Feuille de match                     | Feuille de match                                                                                                  | Feuille de match                                                  |
| ---------------- | --- | ------------------------------------ | --- | ----------------------------------------------------------------- |
|                  | Callahan (Hedman, Brown) — 27 s Šustr (Koutcherov, Killorn) — 14 min 28 s Drouin (Palát, Hedman) — 34 min 38 s (SN) Johnson (Koutcherov, Killorn) — 37 min 48 s - | 1-0 2-0 3-0 4-0 4-1 4-2 4-3          | - Kessel (Bonino, Dumoulin) — 41 min 18 s Malkine (Cole) — 51 min 13 s Kunitz (Schultz, Sheary) — 53 min 8 s (SN) | Arbitrage : Brad Watson, Dan O'Rourke Brian Murphy, Brad Kovachik |
| Vassilevski      | Gardiens | Murray (40 min) Fleury (18 min 26 s) | | Arbitrage : Brad Watson, Dan O'Rourke Brian Murphy, Brad Kovachik |
| 12 min           | Pénalités | 12 min                               | | Arbitrage : Brad Watson, Dan O'Rourke Brian Murphy, Brad Kovachik |
| 37               | Tirs | 38                                   | | Arbitrage : Brad Watson, Dan O'Rourke Brian Murphy, Brad Kovachik |

| 22 mai | Pittsburgh | 3-4 (pr) (1-0, 2-2, 0-1, 0-1) | Tampa Bay | Consol Energy Center 18 648 spectateurs |

| Feuille de match | Feuille de match                                                                                                   | Feuille de match            | Feuille de match | Feuille de match                                                      |
| ---------------- | --- | --------------------------- | --- | --------------------------------------------------------------------- |
|                  | Dumoulin (Rust, Kunitz) — 19 min 59 s Hornqvist (Hagelin, Määttä) — 21 min 30 s - Kunitz (Malkine) — 39 min 10 s - | 1-0 2-0 2-1 2-2 3-2 3-3 3-4 | - Killorn (Šustr) — 33 min 15 s Koutcherov (Namestnikov) — 34 min 25 s - Koutcherov (Johnson, Palát) — 56 min 44 s Johnson (Garrison, Koutcherov) — 60 min 53 s | Arbitrage : Francis Charron, Wes McCauley Greg Devorski, Jonny Murray |
| Fleury           | Gardiens | Vassilevski                 | | Arbitrage : Francis Charron, Wes McCauley Greg Devorski, Jonny Murray |
| 8 min            | Pénalités | 8 min                       | | Arbitrage : Francis Charron, Wes McCauley Greg Devorski, Jonny Murray |
| 34               | Tirs | 25                          | | Arbitrage : Francis Charron, Wes McCauley Greg Devorski, Jonny Murray |

| 24 mai | Tampa Bay | 2-5 (0-1, 0-2, 2-2) | Pittsburgh | Amalie Arena 19 092 spectateurs |

| Feuille de match | Feuille de match                                               | Feuille de match            | Feuille de match | Feuille de match                                                    |
| ---------------- | -------------------------------------------------------------- | --------------------------- | --- | ------------------------------------------------------------------- |
|                  | - Boyle — 45 min 30 s Boyle (Koekkoek, Drouin) — 52 min 43 s - | 0-1 0-2 0-3 1-3 2-3 2-4 2-5 | Kessel (Crosby, Malkine) — 18 min 46 s (SN) Letang (Sheary, Bonino) — 27 min 40 s Crosby (Hornqvist) — 39 min 34 s - Rust (Kunitz, Määttä) — 57 min 52 s Bonino (Lovejoy) — 59 min 6 s (CV) | Arbitrage : Gord Dwyer, Dan O'Halloran Michel Cormier, Steve Miller |
| Vassilevski      | Gardiens                                                       | Murray                      | | Arbitrage : Gord Dwyer, Dan O'Halloran Michel Cormier, Steve Miller |
| 6 min            | Pénalités                                                      | 2 min                       | | Arbitrage : Gord Dwyer, Dan O'Halloran Michel Cormier, Steve Miller |
| 30               | Tirs                                                           | 34                          | | Arbitrage : Gord Dwyer, Dan O'Halloran Michel Cormier, Steve Miller |

| 26 mai | Pittsburgh | 2-1 (0-0, 2-1, 0-0) | Tampa Bay | Consol Energy Center 18 638 spectateurs |

| Feuille de match | Feuille de match                                                            | Feuille de match | Feuille de match                            | Feuille de match                                                     |
| ---------------- | --------------------------------------------------------------------------- | ---------------- | ------------------------------------------- | -------------------------------------------------------------------- |
|                  | Rust (Kunitz, Malkine) — 21 min 55 s - Rust (Lovejoy, Malkine) — 30 min 6 s | 1-0 1-1 2-1      | - Drouin (Filppula, Hedman) — 29 min 36 s - | Arbitrage : Wes McCauley, Kelly Sutherland Derek Amell, Jonny Murray |
| Murray           | Gardiens                                                                    | Vassilevski      |                                             | Arbitrage : Wes McCauley, Kelly Sutherland Derek Amell, Jonny Murray |
| 6 min            | Pénalités                                                                   | 12 min           |                                             | Arbitrage : Wes McCauley, Kelly Sutherland Derek Amell, Jonny Murray |
| 39               | Tirs                                                                        | 17               |                                             | Arbitrage : Wes McCauley, Kelly Sutherland Derek Amell, Jonny Murray |

#### Saint-Louis contre San José
| 15 mai | Saint-Louis | 2-1 (1-1, 1-0, 0-0) | San José | Scottrade Center 19 483 spectateurs |

| Feuille de match | Feuille de match                                                       | Feuille de match | Feuille de match                          | Feuille de match                                                       |
| ---------------- | ---------------------------------------------------------------------- | ---------------- | ----------------------------------------- | ---------------------------------------------------------------------- |
|                  | Backes (Shattenkirk, Schwartz) — 15 min 4 s () - Lehterä — 29 min 15 s | 1-0 1-1 2-1      | - Hertl (Pavelski, Burns) — 15 min 38 s - | Arbitrage : Eric Furlatt, Kelly Sutherland Derek Amell, Pierre Racicot |
| Elliott          | Gardiens                                                               | Jones            |                                           | Arbitrage : Eric Furlatt, Kelly Sutherland Derek Amell, Pierre Racicot |
| 6 min            | Pénalités                                                              | 4 min            |                                           | Arbitrage : Eric Furlatt, Kelly Sutherland Derek Amell, Pierre Racicot |
| 23               | Tirs                                                                   | 32               |                                           | Arbitrage : Eric Furlatt, Kelly Sutherland Derek Amell, Pierre Racicot |

| 17 mai | Saint-Louis | 0-4 (0-1, 0-1, 0-2) | San José | Scottrade Center 19 596 spectateurs |

| Feuille de match | Feuille de match | Feuille de match | Feuille de match | Feuille de match                                                  |
| ---------------- | ---------------- | ---------------- | --- | ----------------------------------------------------------------- |
|                  | -                | 0-1 0-2 0-3 0-4  | Wingels (Zubrus, Braun) — 2 min 7 s Burns (Pavelski, Couture) — 27 min 4 s (SN) Burns (Marleau, Couture) — 31 min 58 s (SN) Zubrus — 59 min 41 s (CV) | Arbitrage : Dan O'Rourke, Brad Watson Brad Kovachik, Brian Murphy |
| Elliott          | Gardiens         | Jones            | | Arbitrage : Dan O'Rourke, Brad Watson Brad Kovachik, Brian Murphy |
| 10 min           | Pénalités        | 12 min           | | Arbitrage : Dan O'Rourke, Brad Watson Brad Kovachik, Brian Murphy |
| 26               | Tirs             | 24               | | Arbitrage : Dan O'Rourke, Brad Watson Brad Kovachik, Brian Murphy |

| 19 mai | San José | 3-0 (1-0, 1-0, 1-0) | Saint-Louis | SAP Center 17 562 spectateurs |

| Feuille de match | Feuille de match                                                                                                 | Feuille de match                        | Feuille de match | Feuille de match                                                      |
| ---------------- | --- | --------------------------------------- | ---------------- | --------------------------------------------------------------------- |
|                  | Hertl (Pavelski, Thornton) — 15 min 53 s Donskoi (Couture) — 31 min 44 s Hertl (Thornton, Pavelski) — 46 min 9 s | 1-0 2-0 3-0                             | -                | Arbitrage : Francis Charron, Wes McCauley Greg Devorski, Jonny Murray |
| Jones            | Gardiens | Elliott (46 min 9 s) Allen (8 min 33 s) |                  | Arbitrage : Francis Charron, Wes McCauley Greg Devorski, Jonny Murray |
| 2 min            | Pénalités | 4 min                                   |                  | Arbitrage : Francis Charron, Wes McCauley Greg Devorski, Jonny Murray |
| 16               | Tirs | 22                                      |                  | Arbitrage : Francis Charron, Wes McCauley Greg Devorski, Jonny Murray |

| 21 mai | San José | 3-6 (0-2, 0-2, 3-2) | Saint-Louis | SAP Center 17 562 spectateurs |

| Feuille de match                        | Feuille de match                                                                            | Feuille de match                    | Feuille de match | Feuille de match                                                    |
| --------------------------------------- | ------------------------------------------------------------------------------------------- | ----------------------------------- | --- | ------------------------------------------------------------------- |
|                                         | - Pavelski (Thornton, Martin) — 41 min 5 s - Tierney — 46 min 57 s - Karlsson — 56 min 28 s | 0-1 0-2 0-3 0-4 1-4 1-5 2-5 2-6 3-6 | Brouwer (Fabbri, Stastny) — 6 min 14 s (SN) Lehterä — 10 min 11 s Brodziak (Schwartz) — 26 min 9 s (IN) Brodziak (Jaškin, Pääjärvi Svensson) — 30 min 11 s - Brouwer (Steen, Stastny) — 43 min 55 s (SN) - Pietrangelo — 55 min 39 s (CV) - | Arbitrage : Gord Dwyer, Dan O'Halloran Michel Cormier, Steve Miller |
| Jones (30 min 11 s) Reimer (29 min 5 s) | Gardiens                                                                                    | Allen                               | | Arbitrage : Gord Dwyer, Dan O'Halloran Michel Cormier, Steve Miller |
| 25 min                                  | Pénalités                                                                                   | 27 min                              | | Arbitrage : Gord Dwyer, Dan O'Halloran Michel Cormier, Steve Miller |
| 34                                      | Tirs                                                                                        | 27                                  | | Arbitrage : Gord Dwyer, Dan O'Halloran Michel Cormier, Steve Miller |

| 23 mai | Saint-Louis | 3-6 (2-1, 1-2, 0-3) | San José | Scottrade Center 19 372 spectateurs |

| Feuille de match | Feuille de match | Feuille de match                    | Feuille de match | Feuille de match                                                       |
| ---------------- | --- | ----------------------------------- | --- | ---------------------------------------------------------------------- |
|                  | - Schwartz (Backes, Berglund) — 7 min 4 s Brouwer (Stastny, Steen) — 15 min 8 s - Fabbri (Parayko, Pietrangelo) — 31 min 58 s (SN) - | 0-1 1-1 2-1 2-2 3-2 3-3 3-4 3-5 3-6 | Vlasic (Pavelski, Thornton) — 3 min 51 s - Ward (Vlasic, Martin) — 24 min 37 s (SN) - Pavelski (Thornton, Couture) — 38 min 33 s (SN) Pavelski (Burns, Hertl) — 40 min 16 s Tierney (Thornton) — 59 min 6 s (CV) Ward — 59 min 27 s (CV) | Arbitrage : Eric Furlatt, Kelly Sutherland Derek Amell, Pierre Racicot |
| Allen            | Gardiens | Jones                               | | Arbitrage : Eric Furlatt, Kelly Sutherland Derek Amell, Pierre Racicot |
| 14 min           | Pénalités | 16 min                              | | Arbitrage : Eric Furlatt, Kelly Sutherland Derek Amell, Pierre Racicot |
| 21               | Tirs | 27                                  | | Arbitrage : Eric Furlatt, Kelly Sutherland Derek Amell, Pierre Racicot |

| 25 mai | San José | 5-2 (1-0, 1-0, 3-2) | Saint-Louis | SAP Center 17 562 spectateurs |

| Feuille de match | Feuille de match | Feuille de match                   | Feuille de match                                                                                | Feuille de match                                                  |
| ---------------- | --- | ---------------------------------- | ----------------------------------------------------------------------------------------------- | ----------------------------------------------------------------- |
|                  | Pavelski (Thornton, Hertl) — 3 min 57 s Ward (Burns, Tierney) — 5 min 2 s Ward (Couture, Marleau) — 43 min 1 s Donskoi (Couture, Marleau) — 48 min 11 s - Couture (Vlasic) — 59 min 40 s (CV) | 1-0 2-0 3-0 -0 4-1 4-2 5-2         | - Tarassenko (Lehterä, Parayko) — 51 min 39 s Tarassenko (Stastny, Pietrangelo) — 56 min 26 s - | Arbitrage : Dan O'Rourke, Brad Watson Brad Kovachik, Brian Murphy |
| Jones            | Gardiens | Elliott (56 min 29 s) Allen (13 s) |                                                                                                 | Arbitrage : Dan O'Rourke, Brad Watson Brad Kovachik, Brian Murphy |
| 2 min            | Pénalités | 8 min                              |                                                                                                 | Arbitrage : Dan O'Rourke, Brad Watson Brad Kovachik, Brian Murphy |
| 27               | Tirs | 26                                 |                                                                                                 | Arbitrage : Dan O'Rourke, Brad Watson Brad Kovachik, Brian Murphy |

### Finale de la Coupe Stanley

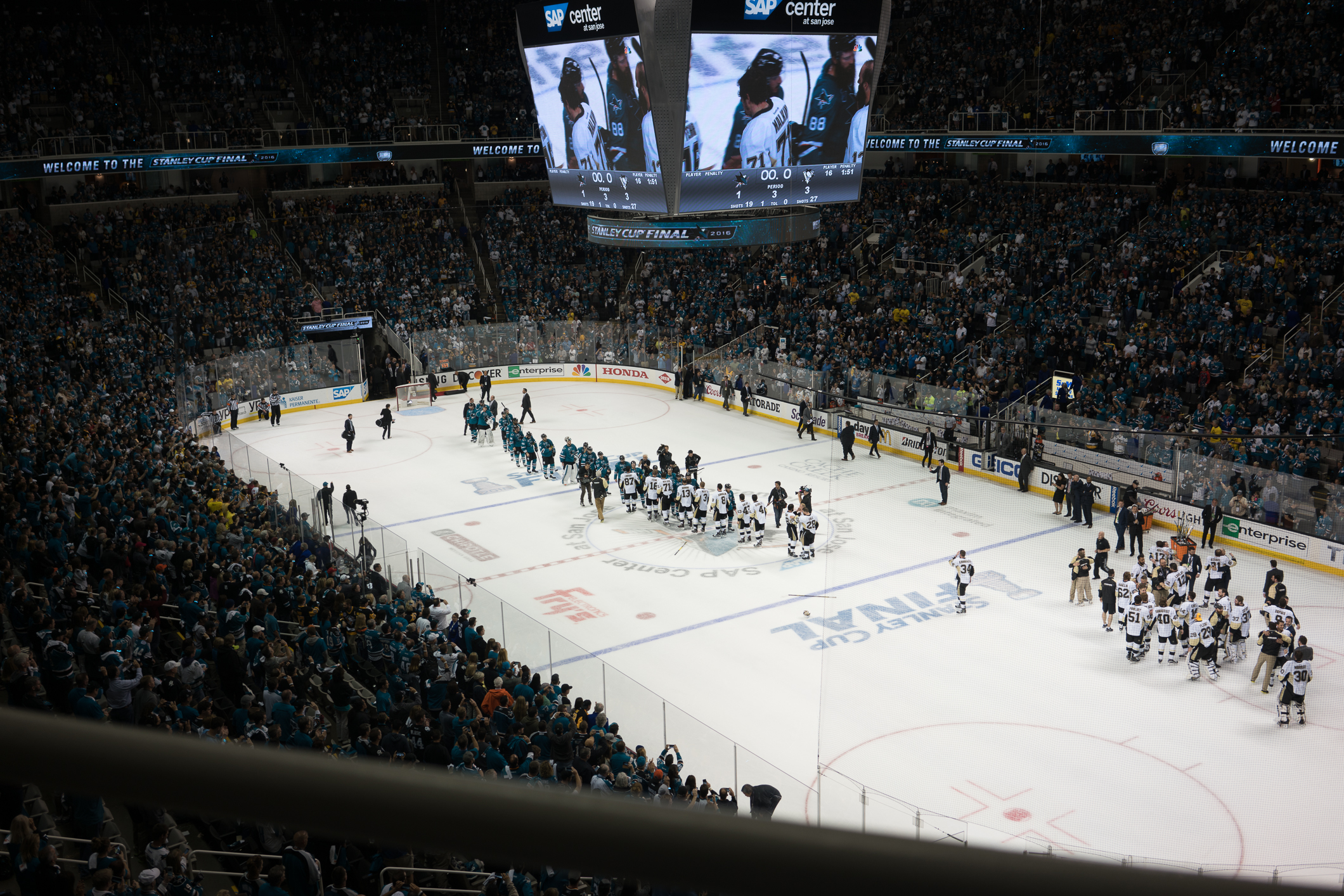
Les Penguins et les Sharks à la fin du sixième match.

| 30 mai | Pittsburgh | 3-2 (2-0, 0-2, 1-0) | San José | Consol Energy Center 18 596 spectateurs |

| Feuille de match | Feuille de match | Feuille de match    | Feuille de match                                                                    | Feuille de match                                                   |
| ---------------- | --- | ------------------- | ----------------------------------------------------------------------------------- | ------------------------------------------------------------------ |
|                  | Rust (Schultz, Kunitz) — 12 min 46 s Sheary (Crosby, Määttä) — 13 min 48 s - Bonino (Letang, Hagelin) — 57 min 27 s | 1-0 2-0 2-1 2-2 3-2 | - Hertl (Donskoi, Burns) — 23 min 2 s (SN) Marleau (Burns, Couture) — 38 min 12 s - | Arbitrage : Dan O'Halloran, Dan O'Rourke Derek Amell, Jonny Murray |
| Murray           | Gardiens | Jones               |                                                                                     | Arbitrage : Dan O'Halloran, Dan O'Rourke Derek Amell, Jonny Murray |
| 6 min            | Pénalités | 8 min               |                                                                                     | Arbitrage : Dan O'Halloran, Dan O'Rourke Derek Amell, Jonny Murray |
| 41               | Tirs | 26                  |                                                                                     | Arbitrage : Dan O'Halloran, Dan O'Rourke Derek Amell, Jonny Murray |

| 1er juin | Pittsburgh | 2-1 (pr) (0-0, 1-0, 0-1, 1-0) | San José | Consol Energy Center 18 655 spectateurs |

| Feuille de match | Feuille de match                                                               | Feuille de match | Feuille de match                        | Feuille de match                                                        |
| ---------------- | ------------------------------------------------------------------------------ | ---------------- | --------------------------------------- | ----------------------------------------------------------------------- |
|                  | Kessel (Bonino, Hagelin) — 28 min 20 s - Sheary (Letang, Crosby) — 62 min 35 s | 1-0 1-1 2-1      | - Braun (Couture, Ward) — 55 min 55 s - | Arbitrage : Wes McCauley, Kelly Sutherland Pierre Racicot, Brian Murphy |
| Murray           | Gardiens                                                                       | Jones            |                                         | Arbitrage : Wes McCauley, Kelly Sutherland Pierre Racicot, Brian Murphy |
| 2 min            | Pénalités                                                                      | 4 min            |                                         | Arbitrage : Wes McCauley, Kelly Sutherland Pierre Racicot, Brian Murphy |
| 30               | Tirs                                                                           | 22               |                                         | Arbitrage : Wes McCauley, Kelly Sutherland Pierre Racicot, Brian Murphy |

| 4 juin | San José | 3-2 (pr) (1-1, 0-1, 1-0, 1-0) | Pittsburgh | SAP Center 17 562 spectateurs |

| Feuille de match | Feuille de match                                                                                                 | Feuille de match    | Feuille de match                                                  | Feuille de match                                                   |
| ---------------- | --- | ------------------- | ----------------------------------------------------------------- | ------------------------------------------------------------------ |
|                  | - Braun (Thornton, Vlasic) — 9 min 34 s - Ward (Donskoi, Thornton) — 48 min 48 s Donskoi (Tierney) — 72 min 18 s | 0-1 1-1 1-2 2-2 3-2 | Lovejoy — 5 min 29 s - Hornqvist (Lovejoy, Määttä) — 39 min 7 s - | Arbitrage : Dan O'Halloran, Dan O'Rourke Derek Amell, Jonny Murray |
| Jones            | Gardiens | Murray              |                                                                   | Arbitrage : Dan O'Halloran, Dan O'Rourke Derek Amell, Jonny Murray |
| 2 min            | Pénalités | 6 min               |                                                                   | Arbitrage : Dan O'Halloran, Dan O'Rourke Derek Amell, Jonny Murray |
| 26               | Tirs | 42                  |                                                                   | Arbitrage : Dan O'Halloran, Dan O'Rourke Derek Amell, Jonny Murray |

| 6 juin | San José | 1-3 (0-1, 0-1, 1-1) | Pittsburgh | SAP Center 17 562 spectateurs |

| Feuille de match | Feuille de match                            | Feuille de match | Feuille de match | Feuille de match                                                        |
| ---------------- | ------------------------------------------- | ---------------- | --- | ----------------------------------------------------------------------- |
|                  | - Karlsson (Tierney, Dillon) — 48 min 7 s - | 0-1 0-2 1-2 1-3  | Cole (Kessel, Malkine) — 7 min 36 s Malkine (Kessel, Letang) — 22 min 37 s (SN) - Fehr (Hagelin, Määttä) — 57 min 58 s | Arbitrage : Kelly Sutherland, Wes McCauley Brian Murphy, Pierre Racicot |
| Jones            | Gardiens                                    | Murray           | | Arbitrage : Kelly Sutherland, Wes McCauley Brian Murphy, Pierre Racicot |
| 4 min            | Pénalités                                   | 4 min            | | Arbitrage : Kelly Sutherland, Wes McCauley Brian Murphy, Pierre Racicot |
| 24               | Tirs                                        | 20               | | Arbitrage : Kelly Sutherland, Wes McCauley Brian Murphy, Pierre Racicot |

| 9 juin | Pittsburgh | 2-4 (2-3, 0-0, 0-1) | San José | Consol Energy Center 18 680 spectateurs |

| Feuille de match | Feuille de match                                                            | Feuille de match        | Feuille de match | Feuille de match                                                   |
| ---------------- | --------------------------------------------------------------------------- | ----------------------- | --- | ------------------------------------------------------------------ |
|                  | - Malkine (Kessel, Letang) — 4 min 44 s (SN) Hagelin (Bonino) — 5 min 6 s - | 0-1 0-2 1-2 2-2 2-3 2-4 | Burns (Karlsson, Couture) — 1 min 4 s Couture (Braun) — 2 min 53 s - Karlsson (Couture) — 14 min 47 s Pavelski (Thornton) — 58 min 40 s (CV) | Arbitrage : Dan O'Rourke, Dan O'Halloran Derek Amell, Jonny Murray |
| Murray           | Gardiens                                                                    | Jones                   | | Arbitrage : Dan O'Rourke, Dan O'Halloran Derek Amell, Jonny Murray |
| 4 min            | Pénalités                                                                   | 8 min                   | | Arbitrage : Dan O'Rourke, Dan O'Halloran Derek Amell, Jonny Murray |
| 46               | Tirs                                                                        | 22                      | | Arbitrage : Dan O'Rourke, Dan O'Halloran Derek Amell, Jonny Murray |

| 12 juin | San José | 1-3 (0-1, 1-1, 0-1) | Pittsburgh | SAP Center 17 562 spectateurs |

| Feuille de match | Feuille de match                            | Feuille de match | Feuille de match | Feuille de match                                                        |
| ---------------- | ------------------------------------------- | ---------------- | --- | ----------------------------------------------------------------------- |
|                  | - Couture (Karlsson, Burns) — 26 min 27 s - | 0-1 1-1 1-2 1-3  | Dumoulin (Schultz, Kunitz) — 8 min 16 s (SN) - Letang (Crosby, Sheary) — 27 min 46 s Hornqvist (Crosby) — 58 min 58 s (CV) | Arbitrage : Wes McCauley, Kelly Sutherland Brian Murphy, Pierre Racicot |
| Jones            | Gardiens                                    | Murray           | | Arbitrage : Wes McCauley, Kelly Sutherland Brian Murphy, Pierre Racicot |
| 4 min            | Pénalités                                   | 4 min            | | Arbitrage : Wes McCauley, Kelly Sutherland Brian Murphy, Pierre Racicot |
| 19               | Tirs                                        | 27               | | Arbitrage : Wes McCauley, Kelly Sutherland Brian Murphy, Pierre Racicot |

## Effectif champion
La liste ci-dessous présente l'ensemble des personnalités ayant le droit de faire partie de l'effectif officiel champion de la Coupe Stanley. Pour être listés parmi les vainqueurs de la coupe et avoir leur nom gravé sur celle-ci, les joueurs doivent avoir participé, avec l'équipe gagnante, au minimum à 41 des rencontres de la saison régulière ou une rencontre de la finale des séries éliminatoires. De plus, depuis 1994, des joueurs de la franchise n'ayant pas atteint ces critères peuvent également voir leur nom sur la Coupe sur demande spéciale de la franchise. C'est le cas de Pascal Dupuis qui a pris sa retraite en cours de saison sans avoir disputé les 41 matchs nécessaires ainsi que de Jeff Zatkoff qui a joué 14 matchs de saison régulière et participé aux séries sans jouer la finale. En plus des joueurs, des membres de la franchise ont également leur nom sur la Coupe. Au total, 52 membres de l'équipe ont leur nom gravé sur la Coupe Stanley :
- Joueurs : Sidney Crosby, Nick Bonino, Ian Cole, Matt Cullen, Trevor Daley, Brian Dumoulin, Pascal Dupuis, Eric Fehr, Marc-André Fleury, Carl Hagelin, Patric Hörnqvist, Philip Kessel, Tom Kühnhackl, Chris Kunitz, Kristopher Letang, Ben Lovejoy, Olli Määttä, Ievgueni Malkine, Matthew Murray, Kevin Porter, Bryan Rust, Justin Schultz, Conor Sheary, Jeff Zatkoff.
- Membres de l'organisation : Mario Lemieux, Ron Burkle, William Kassling, David Morehouse, Travis Williams, James Rutherford, Jason Botterill, William Guerin, Jason Karmands, Mark Recchi, Mike Sullivan, Jacques Martin, Richard Tocchet, Mike Bales, Andy Saucier, Dharmesh Vyas, Chris Stewart, Curtis Bell, Patrick Steidle, Andy O'Brien, Alex Trinca, Dana Heinze, Ted Richards, John Taglianetti, Jim Britt, Dan Mac Kinnon, Randy Sexton, Dereck Clancey.

## Statistiques

### Meilleurs pointeurs
| Joueur            | Équipe     | PJ | B  | A  | Pts | +/- | Pun |
| ----------------- | ---------- | -- | -- | -- | --- | --- | --- |
| Logan Couture     | San José   | 24 | 10 | 20 | 30  | +5  | 8   |
| Brent Burns       | San José   | 24 | 7  | 17 | 24  | +11 | 12  |
| Joe Pavelski      | San José   | 24 | 14 | 9  | 23  | +1  | 4   |
| Phil Kessel       | Pittsburgh | 24 | 10 | 12 | 22  | +5  | 4   |
| Joe Thornton      | San José   | 24 | 3  | 18 | 21  | +2  | 10  |
| Nikita Koutcherov | Tampa Bay  | 17 | 11 | 8  | 19  | +13 | 8   |
| Sidney Crosby     | Pittsburgh | 24 | 6  | 13 | 19  | -2  | 4   |
| Ievgueni Malkine  | Pittsburgh | 23 | 6  | 12 | 18  | +1  | 18  |
| Nick Bonino       | Pittsburgh | 24 | 4  | 14 | 18  | +9  | 12  |
| Tyler Johnson     | Tampa Bay  | 17 | 7  | 10 | 17  | +9  | 12  |

### Meilleurs gardiens
| Joueur          | Équipe     | PJ | V  | D  | L   | BC | Moy  | %Arr | BL | Min      |
| --------------- | ---------- | -- | -- | -- | --- | -- | ---- | ---- | -- | -------- |
| Braden Holtby   | Washington | 12 | 6  | 6  | 363 | 21 | 1,72 | 94,2 | 2  | 731 min  |
| Benjamin Bishop | Tampa Bay  | 11 | 8  | 2  | 297 | 18 | 1,85 | 93,9 | 2  | 582 min  |
| Roberto Luongo  | Floride    | 6  | 2  | 4  | 227 | 15 | 2,05 | 93,4 | 0  | 438 min  |
| Matt Murray     | Pittsburgh | 21 | 15 | 6  | 575 | 44 | 2,08 | 92,3 | 1  | 1267 min |
| Martin Jones    | San José   | 24 | 14 | 10 | 684 | 53 | 2,16 | 92,3 | 1  | 1473 min |